# Manga

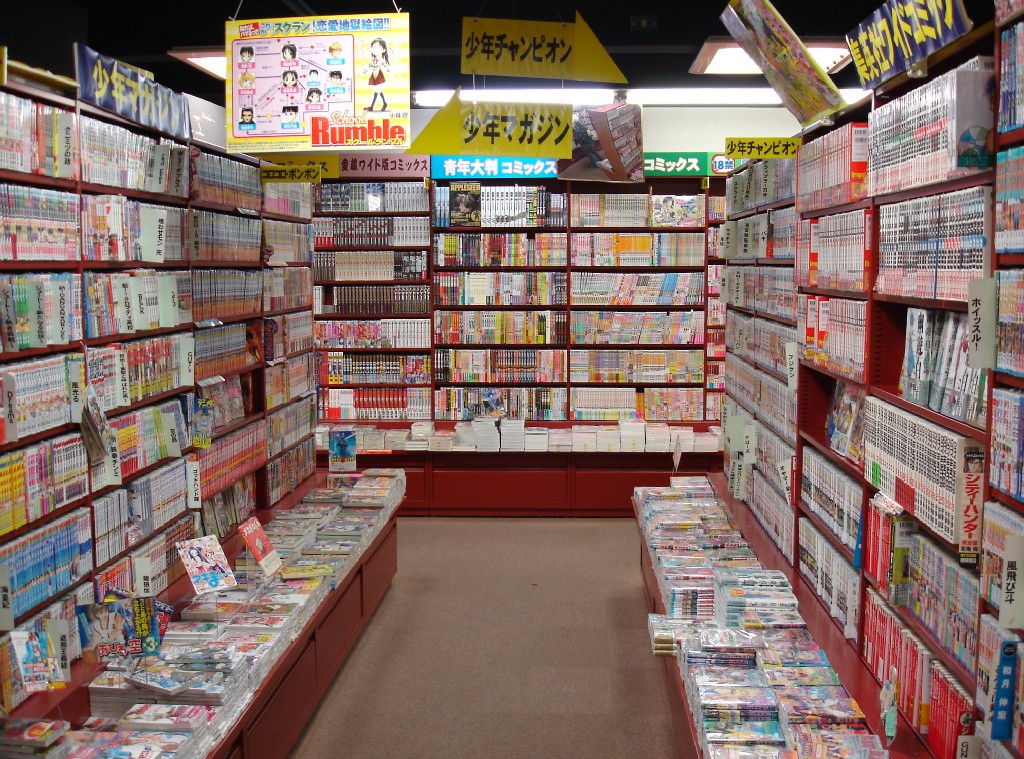
Gang in der Manga-Abteilung einer japanischen Buchhandlung

Manga [ˈmaŋɡa] (japanisch 漫画) ist der japanische Begriff für Comics. Außerhalb von Japan bezeichnet er meist ausschließlich aus Japan stammende Comics, wird aber auch für nichtjapanische Werke verwendet, die visuell und erzählerisch stark an japanische Vorbilder angelehnt sind. Eine klare Abgrenzung von Manga durch Stilmerkmale ist wegen der großen formalen und inhaltlichen Vielfalt des Mediums in Japan nicht möglich. Zu den wichtigsten vom Manga beeinflussten Comickulturen gehören die koreanischen Manhwa sowie Manhua aus dem chinesischen Raum. Viele als typisch angesehene Stilelemente von Manga finden sich auch im japanischen Animationsfilm, dem Anime, wieder.
In Japan stellen Manga einen bedeutenden Teil der Literatur sowie der Medienlandschaft dar. Der Mangamarkt ist der weltweit größte Comicmarkt. Die Wurzeln des japanischen Comics reichen bis ins Mittelalter zurück. Seine heutige Form ist jedoch wesentlich durch die westlichen Einflüsse im 19. und 20. Jahrhundert geprägt. Seit den 1990er Jahren sind Mangas neben Animes und Computerspielen ein erfolgreiches kulturelles Exportgut Japans.

## Definition, Begriffsabgrenzung und Begriffsgeschichte

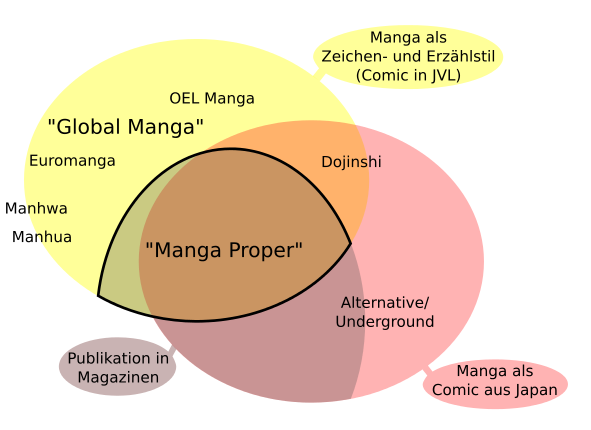
Begriffsfeld zu den unterschiedlichen Definitionen von „Manga“ (nach Kacsuk, 2016 und Berndt, 2016)

Ähnlich wie der westliche Begriff „Comic“ ist auch „Manga“ in seiner Bedeutung eher unscharf und stark abhängig von Kontext, Motiven der Verwendung und Adressaten des Begriffs. Im westlichen Sprachgebrauch versteht man unter Manga in erster Linie Comics, das heißt in Bildfolgen erzählte Geschichten oder Vorgänge, japanischen Ursprungs. Im erweiterten Sinne werden auch Werke aus anderen Ländern vom Begriff erfasst, die sich der japanischen Zeichentradition zuordnen lassen und typische Stilelemente des Mangas aufweisen. Da diese jedoch breit gefächert sind, einer zeitlichen Veränderung unterliegen und sich mit anderen Comickulturen überschneiden, ist diese Zuordnung stets subjektiv. So bürgerte sich im englischen Sprachraum der Begriff OEL Manga (Original English Language Manga) für japanisch beeinflusste Werke ein. Als allgemeinere Bezeichnung gibt es den „global manga“, zu dem selbst Manhwa aus Korea gezählt werden können. Während dieses – vor allem von Fans vertretene – Verständnis von Manga ausländische Produktionen einschließt, werden experimentelle oder europäisch aussehende japanische Werke oft davon ausgeschlossen, da sie nicht dem erwarteten Stil entsprechen. Des Weiteren wird der Begriff Manga von Verlagen unter Marketinggesichtspunkten immer wieder anders eingesetzt. Beispielsweise etablierte sich unter amerikanischen Verlegern ein Verständnis von Manga als „Comic-Taschenbücher einer gewissen Größe und Preisklasse, die sich vor allem an Mädchen und Frauen richten“. Die genaue Definition und Abgrenzung von Manga ist Gegenstand stetiger Debatten sowohl unter Fans als auch im wissenschaftlichen Diskurs.

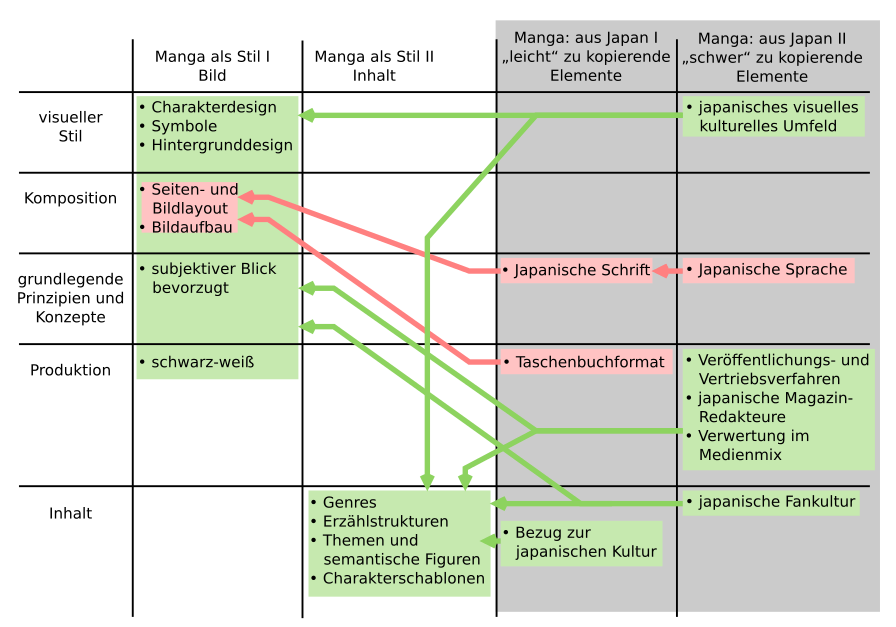
Übersicht zu Eigenschaften, die zur Definition und Abgrenzung von „Manga“ herangezogen werden (nach Kacsuk, 2016)

Als kennzeichnende Merkmale einer Definition von Manga nach Stilmerkmalen werden eine niedliche bis kindliche Darstellung der Figuren, oft mit großen Augen, eine hochgradig kodifizierte Bildsprache und lange, filmartig erzählte Geschichten sowie dafür eingesetzte Erzählstrategien, Bild- und Seitengestaltungen verwendet. Für die Kombination dieser Merkmale – insbesondere die des Charakterdesigns – wird auch die Bezeichnung Japanese Visual Language (JVL, dt. „japanische visuelle Sprache“, nach Neil Cohn) verwendet, ohne dass diese dabei per se als Definition von Manga herangezogen werden. Die Merkmale treffen auch nur auf einen Teil der japanischen Comickultur zu, der jedoch außerhalb Japans besonders präsent ist und daher das Bild prägt. Oft werden sie auch mit der Veröffentlichungsform als Serien kleinformatiger Taschenbücher identifiziert und so beispielsweise gemeinsam mit Comics als serielle Veröffentlichungen zu Bilderbüchern abgegrenzt. Auch speziell in Japan verbreitete Veröffentlichungsformen wie Magazine und dortige Produktionsprozesse werden als Merkmal herangezogen, wobei diese und das Format bereits wieder einen besonderen Japanbezug aufweisen. Ebenso werden viele der stilistischen Merkmale bisweilen auf japanische Kulturmerkmale zurückgeführt, sodass auch eine Definition von Manga nach Stilmerkmalen indirekt auf eine Definition nach japanischem Ursprung zurückgeführt werden kann. In einem Überblick über verschiedene Definitionsversuche stellt Zoltan Kacsuk fest, dass sich alle direkt oder indirekt auf Japan beziehen. Bei einer Definition nach Stil folgt dieser den Veränderungen in Japan, während stilistische Änderungen außerhalb Japans eher als Abrücken vom Manga selbst betrachtet werden. Die Kombination der üblichen Stil-, Genre- und Erzählmerkmale, die Veröffentlichungsform in Magazinen und der damit fast zwangsläufig verbundene japanische Ursprung ergeben ein Verständnis von Manga im engeren beziehungsweise engsten Sinne („Manga Proper“ nach Jaqueline Berndt). Frederik L. Schodt fasst Manga zusammen als „eine japanische Erzählkunst mit langer Tradition, die eine aus dem Westen importierte physische Form angenommen hat“.
In Japan selbst wird der Begriff „Manga“, wie auch „Comic“ (コミック komikku), für alle Arten von Comics verwendet, unabhängig von ihrer Herkunft. So allgemein verwendet, wird er oft in Katakana geschrieben. Neben Bildgeschichten werden auch Einzelbilder im üblichen Stil von Comics und Karikaturen als Manga bezeichnet. In Japan ist das Bild vom Manga im Gegensatz zum Westen statt nur von langen Geschichten auch durch Comicstrips geprägt. Jedoch ist das Wort „Manga“ lange Zeit als umgangssprachlich wahrgenommen worden, so dass von Seiten der Verleger „komikku / komikkusu“ häufiger verwendet wird, da das Wort kultivierter klinge. Die japanische Comicforschung begreift Manga vorrangig als in Magazinen erscheinende, serielle grafische Erzählform. In der öffentlichen Wahrnehmung Japans und in der Forschung auch über Japan hinaus bestehen zwei Begrifflichkeiten vom Manga: die japanische Comickultur nach dem Zweiten Weltkrieg oder die Gesamtheit aller in Japan entstandenen Comics und Bildgeschichten seit dem frühen Mittelalter. Während ihrer Entstehung und noch bis Mitte des 20. Jahrhunderts wurden auch japanische Animationsfilme als „Manga“, später „Manga Eiga“ (漫画映画, „Manga-Filme“) bezeichnet. Ab den 1970er Jahren setzte sich dann der Begriff Anime durch und Manga Eiga wird heute nur noch wenig verwendet, insbesondere aber vom Studio Ghibli.
Für das Wort „Manga“ finden sich verschiedene direkte Übersetzungen. Darunter sind „spontan“, „impulsiv“, „ziellos“, „unwillkürlich“, „bunt gemischt“, „ungezügelt / frei“, „wunderlich / skurril“ und „unmoralisch“ für die erste Silbe, die zweite bedeutet „Bild“. Das Wort bzw. die Kombination der Zeichen 漫画, die wie alle japanischen Sinnzeichen aus China stammen, ist seit dem 12. Jahrhundert in Japan in Gebrauch, doch änderte sich die Bedeutung danach häufig und drastisch. So ordnet Hirohito Miyamoto als erste Verwendung die Bezeichnung eines Löffler-Vogels (漫画, hier in der Lesung mankaku) zu, später eine Bezeichnung für chaotisches Schreiben oder Zeichnen, in der der Vogel als Metapher dient, und schließlich für „Produktion und Sammlung großer Mengen von Zeichnungen unterschiedlicher Motive in verschiedenen Stilen“. Die Einführung der heutigen Bedeutung oder sogar die Erfindung wird oft dem Künstler Katsushika Hokusai zugeschrieben, jedoch verwendete er es weder als erster noch in der heutigen Bedeutung, sondern noch im Sinne von „Sammlung von Zeichnungen“. Wahrscheinlich machte er es jedoch als Bezeichnung für seine Holzschnitte populärer, sodass es Ende des 19. Jahrhunderts in neuem Begriffsinhalt wieder aufgegriffen wurde: „Manga“ bezeichnete nun Karikaturen, einfache humoristische Zeichnungen sowie Zeichenkunst allgemein. Dabei war im Kontext mit politischen Karikaturen die Bedeutung als „ungezügelt/frei“ besonders wichtig. Schließlich wurde das Wort von Kitazawa Rakuten für seine Comicserien aufgegriffen. In der Bezeichnung für diese festigte sich der Begriff in der folgenden Zeit und setzte sich nach dem Zweiten Weltkrieg endgültig durch. In jüngerer Zeit gab es mehrere Versuche, das Wort umzudeuten beziehungsweise umzuschreiben, um seine unmittelbare Bedeutung dem Medium entsprechend neutraler zu halten. Darunter waren eine Schreibweise als MAN画, „MAN“ im Sinne von engl. „Menschheit“ und „erwachsen“, oder eine Änderung des ersten Zeichens in das ebenfalls als „man“ ausgesprochenes Zeichen „万“ für „Zehntausende, Alles“.
In den westlichen, das heißt zunächst den englischen, Sprachgebrauch eingeführt wurde der Begriff durch Frederik L. Schodt durch sein Buch Manga! Manga! The World of Japanese Comics von 1983 als Bezeichnung für japanische Comics. In den 1990er Jahren etablierte sich der Begriff in diesem Sinne – auch in Europa. Seit zunehmend außerhalb Japans Comics entstehen, die sich stark an japanischen Vorbildern orientieren, und das Bild vom Manga durch die über längere Zeit international erfolgreichen Serien geprägt wird, wird der Begriff auch im weiteren Sinne oder bezogen auf Stilmerkmale verwendet.

## Entwicklung der japanischen Comics

### Wissenschaftliche Kontroverse
In der Kulturwissenschaft ist umstritten, zu welcher Zeit der Manga entstand beziehungsweise ab wann man bei japanischen Comics von Manga sprechen kann. Die Ansichten reichen von einer Ursprungssuche in der mittelalterlichen japanischen Kultur mit ihren Karikaturen und Bildrollen über die Satiren, Drucke und Skizzen der Edo-Zeit, deren heute bekanntester Künstler Katsushika Hokusai ist, über die Umbrüche in der japanischen Kultur und die Einflüsse des Westens um 1900, als Kitazawa Rakuten das Medium prägte, bis zu Osamu Tezuka, der nach dem Zweiten Weltkrieg neue Erzählformen und Themen fand. Die Auffassung einer weit in die Vergangenheit zurückreichenden Geschichte des Mangas gerät zunehmend in Kritik. Sie ignoriere Brüche in der japanischen Kulturgeschichte und diene dazu, Manga als Kulturgut gegen Vorurteile gegenüber Massenmedien zu verteidigen, sowie Manga aus politischen Gründen als urjapanisches Kulturgut auszuweisen. Dabei würden die starken westlichen Einflüsse seit dem Ende des 19. Jahrhunderts, die für den heutigen Manga von großer Bedeutung sind, verschwiegen oder durch bewusste Wahl der historischen und modernen Beispiele ausgeblendet. Es bestehen erzählerisch wie stilistisch große Differenzen zwischen heutigem Manga und der japanischen Kunst bis ins 19. Jahrhundert. Als deutlichen Unterschied nennt Neil Cohn die Erzählstrategien und das Vokabular an Symbolen. Manche japanische Tradition wurde auch über japanisch beeinflusste westliche Bewegungen wie den Jugendstil reimportiert. Dennoch bestehen Gemeinsamkeiten, so nennt Jean-Marie Bouissou beispielhaft den absurden und Fäkalhumor sowie die Verbindung von Menschlichem und Übermenschlichem als inhaltliche Konstanten vom Mittelalter bis heute. Bezüglich der erzählerischen Tradition wird darauf verwiesen, dass das Erzählen in Bildern in Japan in unterschiedlicher Form immer präsent war, während es in der Comicgeschichte anderer Länder starke Brüche und Lücken gibt. Auf diese Weise gab es stets eine hohe Akzeptanz für das Medium, auch ohne dass eine lineare Entwicklung stattgefunden hätte.
Umstritten ist auch die Bedeutung Osamu Tezukas, dessen Person und Leistung seit den 1990er Jahren in der Mangaforschung ein zentrales Thema sind. Auf der einen Seite wird er als Schöpfer eines „neuen und ureigen japanischen“ Mediums Manga angesehen. Andere weisen darauf hin, dass manche von Tezukas vermeintlich neuen Erzähltechniken bereits früher in Japan ausprobiert wurden, jedoch noch keinen großen Erfolg hatten, und dass er nicht in allem die Vorreiterrolle hatte, die ihm zugesprochen wird. Dass Osamu Tezuka mit seinen Werken erheblich zur Popularisierung des Mediums beigetragen hat, ist unstrittig. In der Hervorhebung Tezukas als Schöpfer des Mangas vor allem in den 1990er Jahren lag auch das Interesse, das Medium als besonders modern darzustellen – im Gegensatz zur Behauptung einer langen Manga-Tradition durch diejenigen, die die Ursprünge im Mittelalter oder der Edo-Zeit suchten.

### Vorgeschichte

Ausschnitt aus der ersten Chōjū-jinbutsu-giga-Bilderrolle, dem Mönch Sōjō Toba (1053–1140) zugeschrieben

Die ältesten bekannten Vorläufer der japanischen Comic-Kunst sind Zeichnungen und Karikaturen aus dem frühen 8. Jahrhundert, die im Jahr 1935 bei Restaurierungsarbeiten am Hōryū-Tempel in Nara auf der Rückseite von Deckenbalken entdeckt wurden. Buddhistische Mönche begannen schon früh, Bildergeschichten auf Papierrollen zu zeichnen. Diese werden Emakimono genannt. Das bekannteste dieser Werke ist die erste von insgesamt vier chōjū jinbutsu giga (鳥獣人物戯画, Tier-Person-Karikaturen), die dem Mönch Toba Sōjō (1053–1140) zugeschrieben werden: Dabei handelt es sich um eine Satire, in der sich Tiere wie Menschen verhalten und auch buddhistische Riten karikiert werden. Diese wurden so erfolgreich, dass derartige Werke bald allgemein als „Toba-e“ (Toba-Bilder) bezeichnet wurden. Im 13. Jahrhundert begann man, Tempelwände mit Zeichnungen von Tieren und vom Leben nach dem Tod zu bemalen. In der Wende vom 15. zum 16. Jahrhundert kamen Holzschnitte auf, die in Hefte gebunden und vor allem an die wohlhabende Mittelschicht verkauft wurden. Auch Zeichnungen aus dem Alltagsleben bis hin zu erotischen Bildern kamen hinzu. Seit der Zeit der ersten noch religiösen Zeichnungen war die Kunst oft von einem absurden Humor bis hin zum Fäkalhumor geprägt. Die ersten auch breitere Schichten erreichenden Werke waren die Ōtsu-e Mitte des 17. Jahrhunderts.

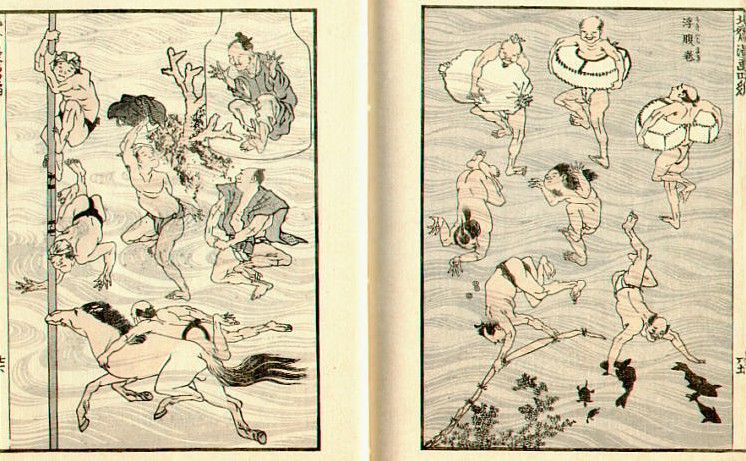
Doppelseite aus dem vierten Band der Hokusai-Manga (1816): Menschen und Tiere beim Baden und Tauchen

Ab dem späten 17. Jahrhundert folgten ihnen Ukiyo-e genannte Holzschnittbilder, die das unbeschwerte Leben, Landschaften und Schauspieler bis hin zu sexuellen Ausschweifungen zum Inhalt hatten und rasch massenhafte Verbreitung in der Mittelschicht der Edo-Zeit fanden. Einer der Künstler dieser Holzschnitte war Katsushika Hokusai (1760–1849), der dafür den bereits zuvor anderweitig gebräuchlichen Begriff „Manga“ aufgriff. Auch andere Künstler, so Aikawa Minwa noch etwas früher als Hokusai, verwendeten das Wort für ihre Werke. Die Hokusai-Manga sind Skizzen, die in insgesamt 15 Bänden veröffentlicht wurden und keine zusammenhängende Geschichte erzählen, sondern Momentaufnahmen der japanischen Gesellschaft und Kultur zeigen. In der Rückschau fiel Hokusai durch die Perspektive des Japonismus eine übergroße Rolle als Ukiyo-e-Künstler zu, sodass er zeitweise auch als Erfinder des Wortes Manga galt.
Ein weiterer Teil der Edo-Kultur waren die Kusazōshi (Allerlei-Bücher), die in einer Mischung aus Bildern und Texten Geschichten erzählen und je nach Farbe ihres Umschlags als Akahon (rot), Aohon (grün) und Kurohon (schwarz) bezeichnet wurden, sowie die in großen Auflagen verbreiteten Kibyōshi (Schriften mit gelbem Umschlag). Sie thematisierten das zeitgenössische Leben und entwickelten sich zu einem beliebten Massenmedium. Bild und Text waren in ihnen eng verzahnt und es traten bereits einige Formen von Sprechblasen und ähnlichen Integrationen von Text in Bildern auf. Daneben gab es weiterhin sogenannte Toba-e, die nun vor allem Karikaturen und Satiren des täglichen Lebens zeigten.

### Westlicher Einfluss und erste Hälfte des 20. Jahrhunderts

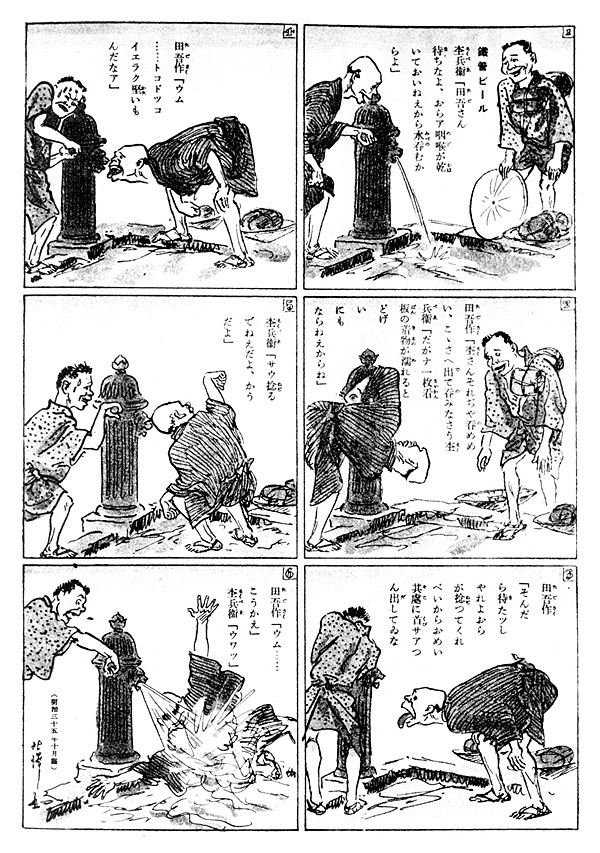
Eine Seite aus Tagosakus und Mokubes Besichtigung von Tokio (1902), von Rakuten Kitazawa (1876–1955)

Nach Ende der Abschließung Japans und der damit einhergehenden zunehmenden Öffnung des Landes gewann in der zweiten Hälfte des 19. Jahrhunderts das westliche Verlagswesen an Einfluss. Neben neuen verbesserten Drucktechniken ließ man sich vom Stil europäischer Karikaturen inspirieren, zu dessen Verbreitung in Japan die Satiremagazine The Japan Punch (1862–1887, gegründet von Charles Wirgman) und Tôbaé (ab 1887, gegründet von Georges Bigot, benannt nach dem Mönch Sōjō Toba) beitrugen, sowie von den in den USA neu entstehenden comic strips in den Zeitungen. Es folgten weitere Karikaturenmagazine nach ihrem Vorbild und einige der entstehenden japanischen Zeitungen hatten Comic-Beilagen. Diese hatten satirischen Charakter und richteten sich ausschließlich an Erwachsene, einige der Publikationen und Künstler waren ständig von Zensur und Verhaftungen bedroht. Um 1900 entstanden die ersten Magazine für Kinder, bereits nach Geschlechtern getrennt: Das Shōnen Sekai für Jungen 1895 und 1902 Shōjo kai für Mädchen. Diese enthielten zunächst aber nur wenige Comics oder Karikaturen.
Als erster Vorläufer von Manga in heutigem Sinne gilt die 1902 von Rakuten Kitazawa (1876–1955) gezeichnete Geschichte Tagosaku to Mokubē no Tōkyō Kembutsu („Tagosakus und Mokubes Besichtigung von Tokio“). Kitazawa griff „Manga“ wieder auf, verwendete es in Abgrenzung zu den älteren Kunstformen und setzte es schließlich als Bezeichnung für die Erzählungen in Bildern durch. Er gründete 1905 das Satiremagazin Tōkyō Puck – benannt nach dem britischen (später amerikanischen) Satiremagazin Puck – und 1932 die erste japanische Schule für Karikaturisten. 1935 startete mit Manga no Kuni das erste Fachmagazin für Zeichner. Rakutens Publikationen für Erwachsene folgten bald erste Magazine mit Mangas für Kinder und Jugendliche, so 1907 das Shōnen Puck und für Mädchen 1908 das Shōjo no Tomo sowie viele weitere. In den 1920er Jahren erscheinen vermehrt amerikanische Comic-Strips in Japan, die Vorbild für japanische Künstler werden. In der Folge findet auch die Sprechblase deutlich stärker Verwendung als früher. Der in dieser Zeit entstandene Yonkoma-Manga, Comicstrips aus vier Bildern, ist noch heute in Japan verbreitet. Mit ero-guro-nansensu (erotisch, grotesk, nonsens) entstand ein den Experimenten in anderen Kunstrichtungen und dem Lebensgefühl der 1920er Jahre entsprechendes Genre für Erwachsene.
In den 1930er Jahren und insbesondere während des Zweiten Weltkriegs wurde auch der Manga von der Regierung für Propaganda genutzt. Zeichner waren gezwungen, harmlose Alltagsgeschichten, Durchhalte- und Heldengeschichten oder direkte Propaganda zum Einsatz in der Armee oder beim Gegner zu produzieren. Auch Anleitungen oder Erläuterungen in Form von Mangas erschienen häufiger. Der Druck führte dazu, dass sich einige Zeichner auf Geschichten für Kinder verlegten und dabei im Gegensatz zu den bis acht Panel umfassenden Strips der Zeit davor erstmals Erzählungen in vielen Kapiteln und mit über 100 Seiten Gesamtumfang entstanden. Diese erschienen in stärker den Comics gewidmeten Magazinen wie dem Yōnen Club, das 1931 seine höchste Auflage von fast 1 Million erreichte. Die japanische Regierung initiierte 1940 die staatliche Dachorganisation Shin Nippon Mangaka Kyōkai („Neue Vereinigung der Manga-Zeichner Japans“). Doch eine vollständige Kontrolle des bis Ende des Krieges weitverbreiteten Mediums gelang nicht und der Umgang mit populären, aber dem Feind zugeordneten Figuren wie Micky Maus blieb ambivalent: mal waren sie in den Geschichten Symbole des Feinds, mal willkommene Gäste. Die erfolgreichsten Serien in der zunehmend militaristischen Gesellschaft waren Norakuro über die Militärkarriere eines Soldaten in Hundegestalt und Tank Tankuro, Geschichten über einen Panzer mit beliebigen Waffen, sonstiger Ausstattung und Verwandlungsmöglichkeiten. Beide Serien wurden von der erfolgreichen Vermarktung von Spielzeugartikeln und ähnlichem begleitet. In den letzten Jahren des Kriegs wurden die Publikationen auf Grund der Rohstoffknappheit immer stärker eingeschränkt und Mangas als Zeitverschwendung diskreditiert.

### Nachkriegszeit

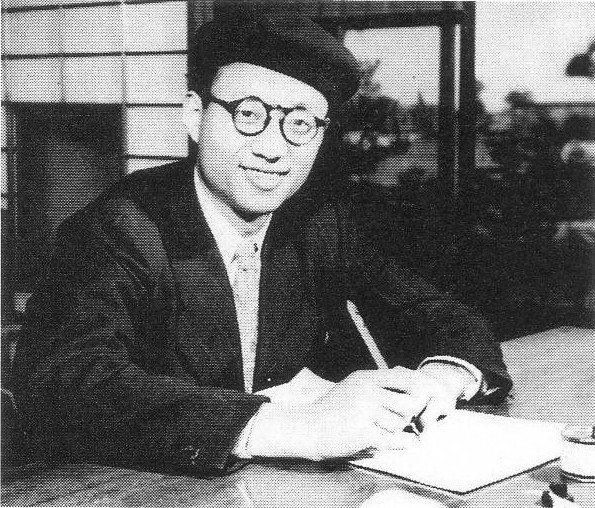
Osamu Tezuka 1951

Nach der japanischen Kapitulation war während der Besatzungszeit das japanische Verlagswesen zunächst strengen Vorgaben der Vereinigten Staaten unterworfen, die das Ziel hatte, dem Militarismus in Japan ein Ende zu bereiten – jedoch waren deren Vorgaben lockerer als die der japanischen Regierung während des Krieges. Zugleich war leichte und erschwingliche Unterhaltung, die Flucht aus dem tristen Alltag bot, sehr gefragt. Es gründeten sich zahlreiche neue Kleinverlage, Mangas erschienen wieder in den Zeitungen und in eigenen Magazinen, aber viele auch in Form von sehr billig produzierten Akahon Manga („Rotbuchmanga“ nach dem roten Einband). Der einflussreichste Wegbereiter des modernen Manga war Osamu Tezuka. Beeinflusst vom Stil der frühen Disney-Zeichentrickfilme und von expressionistischen deutschen und französischen Filmen schuf er nach seinen ersten Zeitungsstrips 1947 Shintakarajima. Die Geschichte basierend auf Die Schatzinsel war erstmals eine lange Erzählung mit filmischer Inszenierung, die den Story-Manga begründete. Diese Strömung wurde für den modernen Manga prägend und macht den Großteil der international erfolgreichen Werke aus. Osamu Tezuka prägte durch weitere erfolgreiche Serien und seinen Einfluss auf andere Künstler die Entwicklung des Mediums. Im gleichen Jahrzehnt erschienen von ihm unter anderem Astro Boy und Kimba, der weiße Löwe, die das Segment für Jungen beeinflussten, und mit Ribbon no Kishi die erste Abenteuerserie für Mädchen. Ab den 1960er Jahren war er mit den Verfilmungen seiner Serien, an deren Produktion er maßgeblich beteiligt war, auch für den Anime prägend. Später widmete sich Tezuka mit ernsthafteren, sozialkritischen Serien einem älteren Publikum. Bis zu seinem Tod 1989 schuf er über 700 Geschichten in unterschiedlichsten Genres. Etwa 70 Prozent der Manga-Publikationen seiner Zeit orientieren sich an den von Tezuka popularisierten Darstellungskriterien, so eine Schätzung von Megumi Maderdonner.
Das von Tezuka und anderen jungen Nachkriegskünstlern umgestaltete Medium Manga erreichte in den 1950er Jahren große Popularität, begünstigt durch den wirtschaftlichen Aufschwung. Vorherrschend waren Alltagsthemen sowie Science-Fiction und klassische Abenteuer-Geschichten, daneben das aufkommende Angebot an romantischen bis abenteuerlichen Geschichten für Mädchen. Parallel entwickelte sich ein florierender Leihbüchereimarkt, da der Kauf von Büchern für viele noch zu teuer war, und in diesem ein Segment von gewalt- und sexhaltigen, erzählerisch experimentelleren Comics. Auch das japanische Papiertheater Kamishibai, das in den 1950er Jahren mit Aufkommen des Fernsehens ausstarb, hatte Einfluss auf diese Strömung. Die Bewegung grenzte sich vom Manga der an Kinder gerichteten Magazine ab und formierte sich 1959 als Gekiga. Dessen Höhepunkt lag in den 1960er Jahren, als im Kontext der Studentenproteste sozialkritische, gewalthaltige aber auch in der Alltagsumgebung angesiedelte Geschichten für Erwachsene ein größeres Publikum fanden. Diese Themen kamen auch stärker in die großen Magazine. Sport-Manga, teils auch mit sozialkritischer Handlung, wurden beliebter und 1968 kam mit Harenchi Gakuen der erste erotische Manga heraus – im Shōnen Jump, einem großen Magazin für männliche Jugendliche. Mit dem Niedergang des Leihbüchereimarkts Anfang der 1960er Jahre gingen die dort verbliebenen Künstler zu den großen Verlagen oder gründeten neue, an ein erwachsenes Publikum gerichtete Magazine. Aus dem Gekiga und den an erwachsenes männliches Publikum gerichteten Magazinserien ging der Seinen-Manga hervor, geprägt von Kriminal- oder Abenteuergeschichten und kantigeren, realistischeren Zeichenstilen. Zugleich fand Anfang der 1970er Jahre ein derberer Humor sowie allgemein mehr Sex- und Gewaltdarstellungen Verbreitung.

### Entwicklung zum kulturellen Exportgut
Nachdem in der Nachkriegszeit eine weibliche Leserschaft mit Geschichten fast ausschließlich männlicher Künstler aufgewachsen war, drängten in den 1970er Jahren zunehmend Frauen in den Manga. Die Gruppe der 24er und andere griffen Elemente aus bereits erfolgreichen Geschichten wie denen Tezukas sowie aus Kabuki und Takarazuka-Theater auf, schufen neue Erzähl- und Gestaltungsmittel und widmeten sich in ihren Geschichten Abenteuer, Liebe und Sexualität. Geschichten spielten oft an exotischen Schauplätzen mit authentischer oder aktueller japanischer Mode. Auch Homosexualität wird erstmals behandelt und das Genre Shōnen-ai begründet, in dem Liebe zwischen Männern im Mittelpunkt steht. Etwas später entstand mit Josei auch eine Gattung für erwachsene Frauen. Die siedelte nun Serien für Mädchen und Frauen stärker in der japanischen Gesellschaft an, die Geschichten wurden kritischer und nahmen sich größere Freiheiten.
Zur gleichen Zeit entwickelten sich erste Magazine für erotische Manga. In den an Jugendliche gerichteten Magazinen wurde in den 1970er Jahren Science Fiction wieder populärer, darunter vor allem Mecha-Serien mit riesigen Robotern, die von in ihnen sitzenden Menschen gesteuert werden, und Space Operas. Bedeutende Serien dieser Entwicklung waren Mazinger Z von Go Nagai und die Werke von Leiji Matsumoto.
Zugleich begann sich eine organisierte Fanszene mit eigenen Veranstaltungen und Publikationen zu entwickeln, die wiederum auf die professionelle Szene wirkte.
In den 1980er Jahren wurden Science-Fiction-Serien tiefgründiger, nahmen mehr Bezug auf die Welt ihrer Leser und stellten sich häufiger philosophischen Fragen. Unter diesen waren auch Akira und Ghost in the Shell, die zusammen mit ihren Anime-Verfilmungen als erste Mangas einen Erfolg in der westlichen Welt erreichen konnten. Der erfolgreichste Manga des Jahrzehnts war jedoch Dragon Ball, der etwas später, aber umso erfolgreicher nach Europa und Nordamerika kam. Auf die Popularität sowohl von unterhaltsamen als auch anspruchsvollen Mangas in diesen Ländern folgte in den 1990ern schnell auch die Entstehung einer Fanszene dort.
Nachdem das Medium populärer wurde und in den 1980er Jahren zunehmen sexualisierte und gewalthaltige Inhalte auch in Publikationen für Jugendliche und Kinder erschienen, wuchs die gesellschaftliche Kritik in Japan. Auf den Fall des sogenannten Otaku-Mörders Tsutomu Miyazaki, der 1989 vier Mädchen tötete und Anime- und Manga-Fan war, folgte eine gesellschaftliche Debatte um einen Zusammenhang zwischen Medien und Gewalt. Sie führte zunächst zur zeitweisen Stigmatisierung von Mangalesern als generell gemeingefährlich sowie 1991 zu Verhaftungen von Redakteuren, Verlegern und Zeichnern. In der Folge entwickelte sich eine Selbstzensur der großen Verlage und eine stärkere inhaltliche Differenzierung nach Altersgruppen sowie entsprechende Markierungen von Publikationen für Erwachsene, aber auch eine Bewegung von Künstlern gegen die Einschränkung ihrer Freiheit.
Bis zu den 1990ern wurden in Japan mit Serien zu Hobbys wie Pachinko und für Otaku oder mit Boys Love auch Nischenmärkte besetzt. Aus der in den vorherigen beiden Jahrzehnten entwickelten Genrevielfalt wurde nun eine zunehmende Vielfalt an Titeln nach einem Anfangserfolg in Japan auch weltweit herausgebracht. Auch alternative beziehungsweise Underground-Manga kamen im westlichen Ausland heraus. Außerhalb Japans inspirierten die Veröffentlichungen lokale Zeichner zur Nachahmung der Stilmittel und Themen, auch durch Mischung mit traditionell amerikanischen Genres und Figuren wie Superhelden. So brachten die großen Verlage DC und Marvel zeitweise Manga-Versionen einiger ihrer Helden heraus. 2001 wurde in Frankreich die Bewegung Nouvelle Manga proklamiert, die frankobelgische und japanische Comictraditionen verbinden will. In Japan selbst erschien ab 1997 mit dem Piraten-Abenteuer One Piece die kommerziell erfolgreichste Serie, die auch international populär wurde – ähnlich wie weitere an Jugendliche gerichtete Abenteuer- und Actionserien, darunter Naruto und Bleach. Zugleich gehen seit 1995 die Verkaufszahlen der Manga-Magazine zurück. Die Tradition der japanischen Comicstrips erlebte in den 1990ern durch sogenannte Moe-Yonkoma, die sich auf humoristische Weise den Alltag schöner junger Mädchen widmen, eine neue Richtung. Nach 2000 kamen Webmanga auf, ebenfalls als Comicstrips, jedoch nicht unbedingt im klassischen Vier-Bild-Schema. Zugleich kamen sowohl illegale wie legale digitale Verbreitungswege für Mangas auf, insbesondere wurden Plattformen zum Lesen auf Handys entwickelt. Der Konsum von Serien über unlizenzierte Scanlations wird als wirtschaftliche Bedrohung wahrgenommen.
Im Laufe der 1990er Jahre erhielt der Manga als allgemeines Medium und Kunstform immer mehr Anerkennung. Im Herbst 2000 erkannte die japanische Regierung Manga und Anime offiziell als eigenständige, förderungswürdige Kunstform an und das Medium wurde zum Pflichtstoff im Kunstunterricht, wobei man auf eine Darstellung des Mangas als traditionelle japanische Kunst Wert legte. Um die Popularität japanischer Kultur international zu stärken und auch wirtschaftlich und politisch zu nutzen, wurden besonders ab 2008 Fördermaßnahmen in Form von Stipendien und Auszeichnungen geschaffen. Für diesen Ansatz prägte sich der Begriff Cool Japan. Jedoch gab es sowohl 2002 als auch ab 2010 auch staatliche Bemühungen, sexuelle Darstellungen von unter 19-Jährigen zu beschränken und die Jugendschutzgesetze wieder strenger auszulegen, was zu großen Protesten in Teilen der Zeichner- und Fanszene führte. Auch Debatten um die Wirkung von Gewaltdarstellungen auf Jugendliche und Kinder kamen nach Gewalttaten immer wieder auf. 2015 kam es zu Kritik an sexuellen Darstellungen vor allem Minderjähriger in einigen Mangas, nun vor allem von außen mit der Motivation, international gegen Kinderpornografie vorzugehen. Im gleichen Jahr gab es eine Initiative japanischer Abgeordneter, das Medium als wichtiges kulturelles Exportgut mit einem Nationalen Manga-Zentrum noch stärker zu fördern.

## Erzählformen und Stilelemente

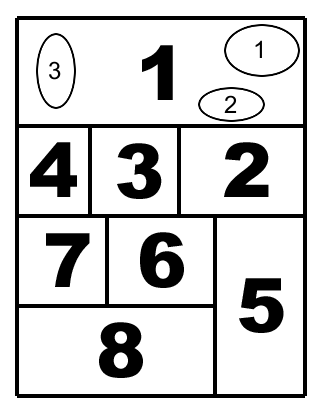
Schematische Leserichtung für Mangas, auch innerhalb eines Einzelbildes wird von rechts nach links gelesen.

Mangas sind meist in Schwarz-Weiß gehalten und werden entsprechend der traditionellen japanischen Leserichtung von „hinten“ nach „vorne“ und von rechts nach links gelesen. Die außerhalb Japans bekannteste Form von Manga sind die Story-Manga, die eine lange, oft detailreiche Geschichte erzählen und viele Tausend Seiten umfassen können. Daneben gibt es Comic-Strips, sogenannte Yonkoma (Vier-Bilder-Comic). Darüber hinaus gibt es die Bezeichnung Koma-Manga für Comicstrips, die sich nicht an die klassische, in vier Bildern abgeschlossene Form halten.
Für den Story-Manga – und damit für das Bild von Manga außerhalb Japans allgemein – prägend ist eine filmische, das heißt inhaltlich ausgebreitete Erzählweise. Bewegungen, Handlungen und Szenerie werden in vielen Details gezeigt, auf viele Bilder kommt nur wenig Text. Der Erzählrhythmus ist auf eine Übereinstimmung von Erzählzeit und erzählter Zeit ausgerichtet, sodass das Gefühl „dabei zu sein“ gefördert wird. Zur Rhythmisierung wird sowohl die Komposition der Einzelbilder, so die gewählten Blickwinkel, als auch die Gesamtkomposition der Seiten eingesetzt. Ein im Manga im Gegensatz zu anderen Comic-Kulturen oft auftretendes Erzählmittel ist die Darstellung von Bewegungen in kleinen Schritten. Zusammen mit dem starken Gebrauch von Lautmalereien, die in die Bildkompositionen integriert werden, und Symbolen ermöglicht dies einen schnellen Lesefluss. Durch die ausgebreitete Erzählweise werden die Geschichten oft hunderte oder tausende Seiten lang und bieten Raum für inhaltliche Tiefe und differenzierte Charakterzeichnung. Szenenbilder werden oft in mehreren Bildern einzelner Details stückweise zusammengesetzt und es finden sich vergleichsweise viele Bilder ohne unmittelbare Handlung oder handelnde Figur. Auch die Gesamtgestaltung einer Seite, das heißt die Zusammenwirkung der Panel zu einem Metapanel sind von großer Bedeutung. Entsprechend werden im Vergleich zu amerikanischen Comics häufiger Nahaufnahmen und einzelne Personen statt Personengruppen in einem Panel gezeigt. Der Vergleich zeigt auch, dass japanische Comics weniger Text beinhalten und sich stärker auf die visuelle Umsetzung des Erzählten konzentrieren.

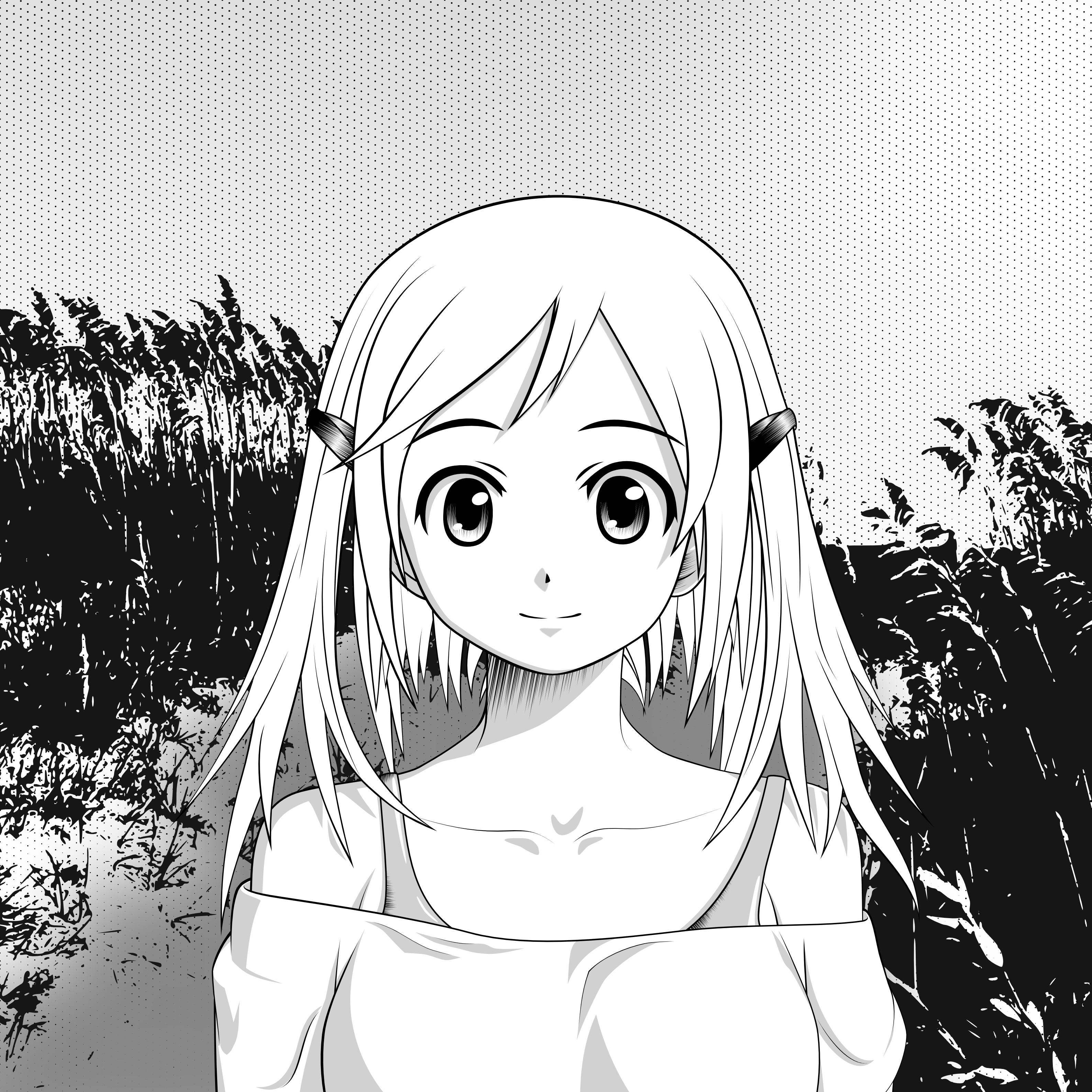
Als „typisch“ angesehener, moderner Manga-Zeichenstil mit großen Augen und Kindchenschema

Als Form des Comics stehen dem Manga zunächst alle Stilmittel des Comics zur Verfügung. Dazu zählen die Vereinfachung und Übertreibung von Figuren, Bewegungen und Posen, der Einsatz von Symbolen, Lautmalerei und Typografie. Einige Elemente sind für den Manga von besonders großer Bedeutung, wie etwa der Einsatz von Posen, was auch durch den Einfluss des Kabuki-Theaters erklärt werden kann. Bewegungslinien und Überblendungen werden nicht nur für sich bewegende Objekte verwendet, sondern auch in Form von „subjektiver Bewegung“ für die statische Umgebung, gesehen aus der Perspektive der Bewegung. Die Vermittlung von Emotionen geschieht in erster Linie über die Augen, die dazu auch symbolhaft verzerrt werden. Seit dem Shōjo-Manga der 1970er Jahre werden besonders große Augen und darüber hinaus abstrakte Hintergründe verwendet, um Emotionen und Stimmungen zu vermitteln. Erstmals verwendete Osamu Tezuka größere, vor allem in den Pupillen detaillierter ausgearbeitete Augen, um Charakter und Gefühle der Figuren darzustellen. Eine Steigerung der Stilisierung ist Super Deformed, wobei eine Figur spontan in eine kindliche Form schlüpft, die einen Emotionsausbruch oder eine komische Situation überzeichnet zeigt, um dann wieder in ihr normales, realistischeres Erscheinungsbild zu wechseln. Das Charakterdesign entspricht bisweilen, aber nicht zwangsläufig dem japanischen Niedlichkeitskonzept Kawaii, weitere ästhetische Konzepte zur Darstellung von Schönheit und Attraktivität sind Bishōjo (weiblich) und Bishōnen (männlich). Neil Cohn nennt als prägende Merkmale „große Augen, große Frisuren, kleine Münder und ein spitzes Kinn sowie kleine Nasen“. Zur Verbreitung und Bekanntheit gerade dieser Merkmale trugen ab den 1990er auch viele Manga-Zeichenanleitungen bei, die diesen Stil stets reproduzierten.
Den Ursprung der übergroßen Augen vermutet Frederik Schodt in einem während der Öffnung Japans nach Westen um 1900 entstandenen Schönheitsideal, europäisch auszusehen. Dieses habe sich verselbstständigt, zugleich sei für die Vermittlung von Emotionen besonders geeignet. Ähnlich verhält es sich mit oft anzutreffendem, scheinbar „weißem“ Äußeren auch japanischer Figuren, insbesondere den hellen Haaren und Augen. Eine weitere Herkunft dieser Stilmittel ist die in der Regel fehlende Farbe und die vereinfachten Gesichtsformen, sodass unterschiedliche Haar- und Augenfarben zur Unterscheidung der Charaktere eingesetzt werden.
Durch die eigene Geschichte des Mangas konnte sich ein eigenständiges, umfangreiches Vokabular an Symbolen entwickeln, die für nicht-japanische Leser zunächst schwer verständlich sein können. Ähnlich verhält es sich mit dem Einsatz von Typografie und Lautmalereien, wobei diese meist allgemeinverständlicher sind. Die Summe dieses Vokabulars zusammen mit der Erzählweise des Story-Mangas als Grammatik nennt Neil Cohn „Japanese Visual Language“ (JVL), „japanische visuelle Sprache“. Ihre als typisch wahrgenommenen Erscheinungsformen seien wie ein „Standard-Dialekt“, neben den sich viele abweichende und von ihm abstammende „Dialekte“ gesellen – in Japan wie international – und der sich mit der Zeit verändere. Die etablierten Stilmittel und verwendeten Symbole sowie die Möglichkeit der ausführlichen Darstellung der Inhalte über mehrere Seiten anstatt dicht gepackter Panel ermöglichen eine sehr schnelle Rezeption der Seiten – wie Frederik Schodt schon 1983 feststellte. Laut der Redaktion des Shōnen Magazine wende der Leser nur durchschnittlich 3,75 Sekunden pro Seite auf. Der hohe Symbolgehalt der Seiten ermögliche aber dennoch die Vermittlung vergleichsweise vieler Informationen und bedarf zugleich einer hohen Lesekompetenz.

## Inhalte und Genres
Das Medium Manga ist in Japan inhaltlich stark differenziert und deckt jede Altersgruppe und jedes literarische Genre ab. Mit der Zeit haben sich für Manga in Japan mehrere Untergruppen herausgebildet, die je eine demografische Zielgruppe ansprechen. Dies rührt insbesondere aus den Magazinen, die sich je einer Zielgruppe verschreiben. Diese sind:
- Kodomo für kleine Kinder
- Shōnen für männliche Jugendliche
- Shōjo für weibliche Jugendliche
- Seinen für (junge) Männer
- Josei oder „Ladies Comic“ für (junge) Frauen

Teils wird auch von Kazoku Manga für Kinder und Familien und Silver Manga für das ältere Publikum gesprochen. All diese an Zielgruppen orientierten Gattungen sind jedoch nicht mit der tatsächlichen Leserschaft gleichzusetzen. Diese ist für jede der Gattungen oft vielfältig. Die Gattungen geben stattdessen einen Hinweis auf den Inhalt: So sind Shōnen-Manga eher actionhaltig, während bei Shōjo-Serien Romantik im Mittelpunkt steht. Ursprünge für die Teilung der Gattungen nach Geschlechtern liegen in der in Japan seit dem Mittelalter starken Trennung der Lebensbereiche von Männern und Frauen, besonders im kulturellen Bereich. Daneben besteht die klassische Einteilung nach Genres wie Thriller, Science-Fiction und Romantik, die die inhaltliche Vielfalt des Mediums abbilden. Es haben sich auch Genres herausgebildet, die für das Medium bzw. für Japan spezifisch sind und die es so in anderen Comickulturen nicht gibt. Dazu gehören Geschichten über Spiele, Hobbys oder andere Freizeitbeschäftigungen, zum Beispiel Serien, die Jugendlichen traditionelle japanische Kultur wie Kalligrafie und Teezeremonie nahebringen, Serien des Sport-Genres, Pachinko- und Mah-Jongg-Mangas. Rekishi-Manga und speziell Jidai-geki beschäftigen sich mit japanischer Geschichte. Einige Genres beschäftigen sich mit Aspekten des Alltags, so geht es in Ikuji-Manga um die Erziehung von Kindern und im Gourmet-Genre um Essen und Kochen. Salaryman-Manga beschäftigen sich in Form von Komödien und Dramen mit dem Berufsalltag des Durchschnittsjapaners, der auch die Zielgruppe des Genres ist, und eine Gruppe anderer Serien verschreibt sich in ähnlicher Weise handwerklichen, traditionellen oder ungewöhnlichen Berufen. Oft steht dabei, wie bei Geschichten über Hobbys, die Karriere eines Anfängers und der Wettbewerb mit Kollegen und Konkurrenten im Zentrum. In den fantastischen Genres haben sich spezifische Untergenres wie Magical Girl über Mädchen(gruppen), die sich in Kämpferinnen gegen das Böse verwandeln können, oder Mecha als Untergenre von Science-Fiction mit Fokus auf riesige Kampfroboter herausgebildet. Fantasy-Serien sind oft beeinflusst durch die japanische Shintō-Religion mit ihren zahllosen Göttern und Dämonen, aber auch durch die Mythologien und Sagenwelten anderer asiatischer Länder und Europas. Auch Elemente, wie man sie in Abenteuer- und Rollenspielen findet, sind verbreitet.
Das Feld erotischer Geschichten unterteilt sich in pornografische Hentai und eher erotische Etchi-Manga, wobei die Verwendung der Begriffe in Japan und dem Ausland unterschiedlich ist. Erotische Geschichten und der relativ freizügige Umgang mit Sexualität in der Populärkultur haben in Japan eine lange Tradition, so gab es in der Edo-Zeit viele solche Ukiyo-e, Shunga genannt. Jedoch gab es auch Zeiten, in denen solche Themen im Manga nicht vorkamen, was sich erst ab den 1950er Jahren änderte, sodass keine direkte Verbindung von Shunga zu modernen erotischen Manga gezogen werden kann. Spezielle Untergenres sind Yaoi und Yuri mit homoerotischen Geschichten mit Männern bzw. Frauen. Yaoi bildet auch zusammen mit dem romantischen Shōnen Ai den Boys-Love-Manga, wobei letzterer der in Japan gebräuchliche Begriff ist, während sich die beiden anderen im westlichen Markt erhalten haben. Zielgruppe der homoerotischen Geschichten sind in der Regel nicht homosexuelle Leser, sondern das jeweils andere Geschlecht. In Hentai als auch in Etchi-Manga sind, wie in der japanischen Erotik allgemein üblich, Sexszenen oft in eine humoristische oder parodistische Erzählung eingebettet. Sexuelle Gewalt und Fetische werden vergleichsweise häufig thematisiert. Erotische und pornografische Geschichten sind in Japan stark geprägt von der unter der amerikanischen Besatzung entstandenen Gesetzgebung, die die Darstellung des erwachsenen Genitalbereichs und andere „anstößige“ Inhalte unter Strafe stellte (§ 175 des jap. Strafgesetzbuchs). Dies wurde von vielen Künstlern umgangen, indem die Figuren und ihre Genitalien kindlich gezeigt wurden. Zusammen mit einem Ideal von erstrebenswerter Jugend, Naivität und Unschuld (Kawaii) beförderte das die Entstehung vieler erotischer und pornografischer Geschichten mit kindlichen Figuren und die Etablierung der Genre Lolicon und Shotacon. Auch wenn die Auslegung der Gesetze gelockert wurde, blieb diese Strömung erhalten. Andere Wege, die Zensurgesetzgebung zu umgehen, sind die Verwendung von Balken oder Verpixelung wie im Film, Auslassungen oder von Symbolbildern mit Früchten, Tieren und anderem.
Außer den in großen Magazinen veröffentlichten Serien gab es seit dem Zweiten Weltkrieg auch alternative Manga, in denen Stile, Erzählmittel und Themen erprobt werden, die kein großes Publikum finden. So begründete Yoshihiro Tatsumi Ende der 1950er-Jahre den Gekiga, der sich an eine erwachsene Leserschaft richtete. Dieser ging später jedoch in dem größeren Genre Seinen auf. Ab den 1960er Jahren waren die Magazine Garo und COM Plattformen unabhängiger Künstler, allerdings konnte sich nur Garo längere Zeit halten – bis 2002. Auch darüber hinaus gibt es Werke ähnlich dem Underground Comix im Westen. Jedoch verwischen die Grenzen zwischen „Underground“ und „Mainstream“ in Japan stärker, weil der Markt sehr groß ist und auch ungewöhnlichen Werken und Künstlern kommerziellen Erfolg ermöglichen kann.
Neben den rein fiktiven Geschichten gibt es Mangas mit Sachgeschichten sowie fiktive Erzählungen mit Bildungs- und Aufklärungsinhalten, beispielsweise in Form von eingeschobenen Erläuterungen. Im japanischen Alltag finden sich sogar Mangas als Gebrauchsanweisungen oder als Hinweise im öffentlichen Raum. Mangas greifen auch immer wieder aktuelle gesellschaftliche und politische Themen und Ereignisse auf. So reagierten viele Künstler und Verlage auf das Erdbeben von Kōbe 1995 und das Tōhoku-Erdbeben 2011, den folgenden Tsunami und das Reaktorunglück. Alte Serien zu Erdbeben und Nuklearkatastrophen wurden wieder aufgelegt und neue geschaffen, die sich mit dem plötzlich veränderten Alltag und den Gefahren des Unglücks auseinandersetzten. Die Beschäftigung mit Politik und insbesondere mit dem Militär – zu dem sich ein eigenes Genre etablierte – ist jedoch ambivalent. Während um 1970 mehrere Serien auch Auswirkungen auf den politischen Diskurs hatten, ist konkrete politische Kritik in Mangas jenseits allgemeiner pazifistischer oder ökologischer Botschaften heute selten. Manche Serien folgen aber dem Werdegang von Politikern, wie dies ähnlich bei der Porträtierung anderer Berufe geschieht. Und während manche Mangas kritisch mit Krieg und Militär umgehen, gibt es auch Magazine, deren Serien sich technischen oder strategischen Perspektiven widmen und ein Publikum von Technik- und Militär-Fans bedienen.

## Künstler und Entstehungsprozesse

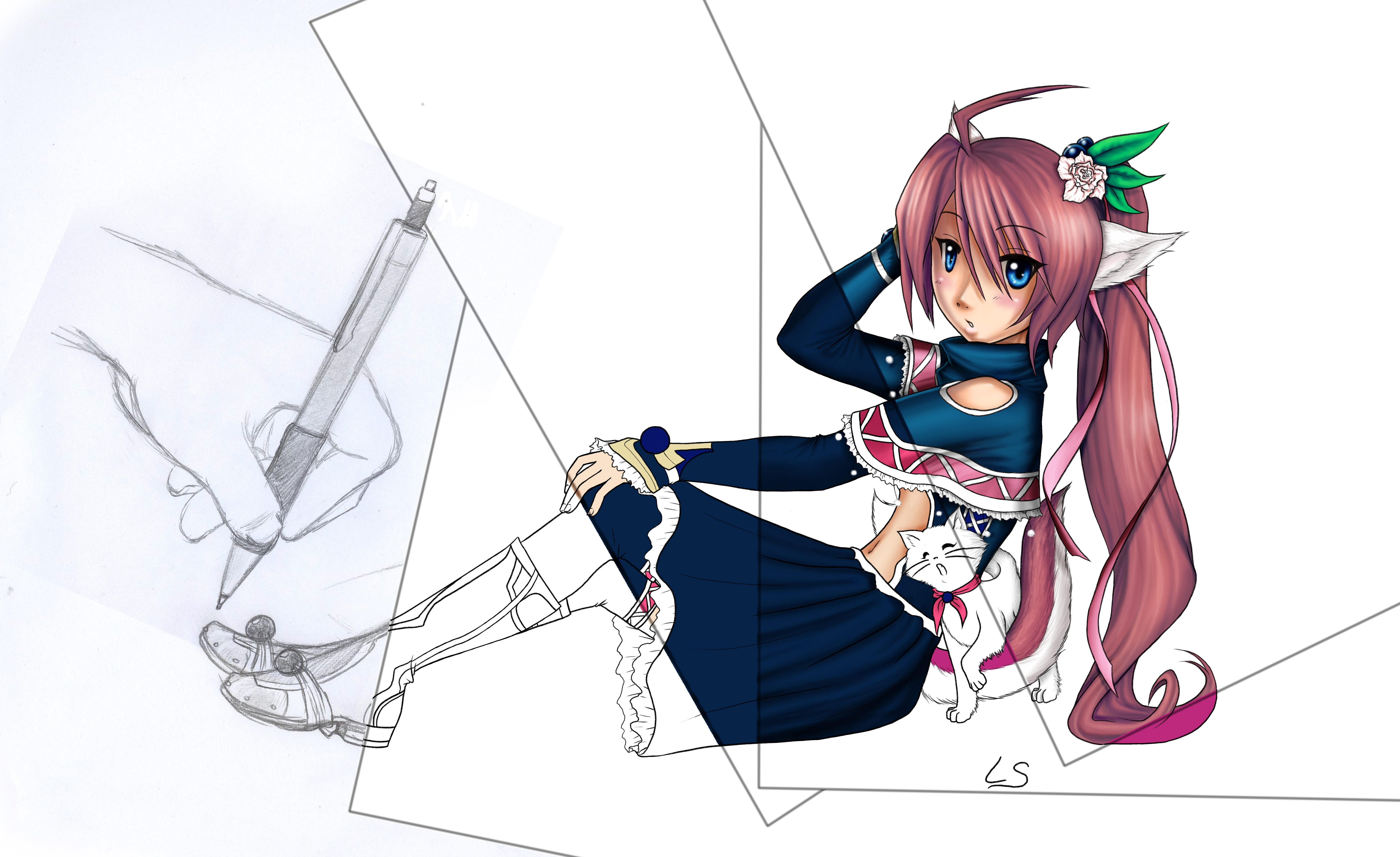
Phasen der Entstehung eines Bilds im Manga-Stil

Autoren von Manga werden Mangaka genannt. Der Begriff wurde 1909 von Kitazawa Rakuten geprägt. Schätzungen zufolge gibt es in Japan etwa 2500 Mangaka. Von diesen können jedoch nur etwa 20 % als professionelle Zeichner von ihrer Tätigkeit leben. Darüber hinaus gibt es eine große Zahl an Amateurzeichnern, die außerhalb der Verlage veröffentlichen. Während bis in die 1960er Jahre fast ausschließlich Männer als Manga-Zeichner tätig waren, sind in dem Beruf heute auch viele Frauen tätig und ähnlich erfolgreich wie ihre männlichen Kollegen. Dabei schaffen häufiger Frauen Mangas für weibliches Publikum und Männer für männliches Publikum. Redaktionen sind in allen Sparten vor allem von Männern besetzt. Die Einstiegshürden für einen Künstler sind verglichen mit anderen Medien gering, da er allein, ohne formelle Ausbildung und mit wenig materiellem Aufwand tätig werden kann. Der Weg in den Beruf führt häufig über Wettbewerbe und Einreichungen bei den Magazinen oder Künstler werden durch Dōjinshi – Fanpublikationen im Selbstverlag – bekannt genug, dass ein Verlag auf sie aufmerksam wird. Auch die Arbeit als Assistent bei etablierten Mangaka vermittelt Erfahrung und Übung, um danach eigene Serien zu schaffen. Nicht wenige der Assistenten bleiben bei dieser Tätigkeit jedoch ein Leben lang. Die Bezahlung wird üblicherweise an die Seitenzahl gebunden. In den 1980er Jahren erhielt ein Zeichner 15 bis 250 US-Dollar pro Seite, bei etwa gleicher Bezahlung von Männern und Frauen. In dieser Zeit gehörten auch erstmals einige Zeichner mit über 1 Million Dollar Jahreseinkommen zu den bestverdienenden Japanern: Shinji Mizushima, Fujio Fujiko und Akira Toriyama. Weitere Einnahmen entstehen den Künstlern aus dem Rechteverkauf, da sie im Gegensatz zu US-Comickünstlern die Rechte üblicherweise behalten und nicht an Verlage verkaufen, sowie durch Auftragsarbeiten und bei besonders bekannten auch durch Werbeauftritte. Der Verbleib der Rechte bei den Künstlern führt auch dazu, dass nur sehr selten eine Serie von anderen Künstlern fortgeführt wird und dass die meisten Autoren im Laufe ihrer Karriere viele Serien und Figuren schaffen.

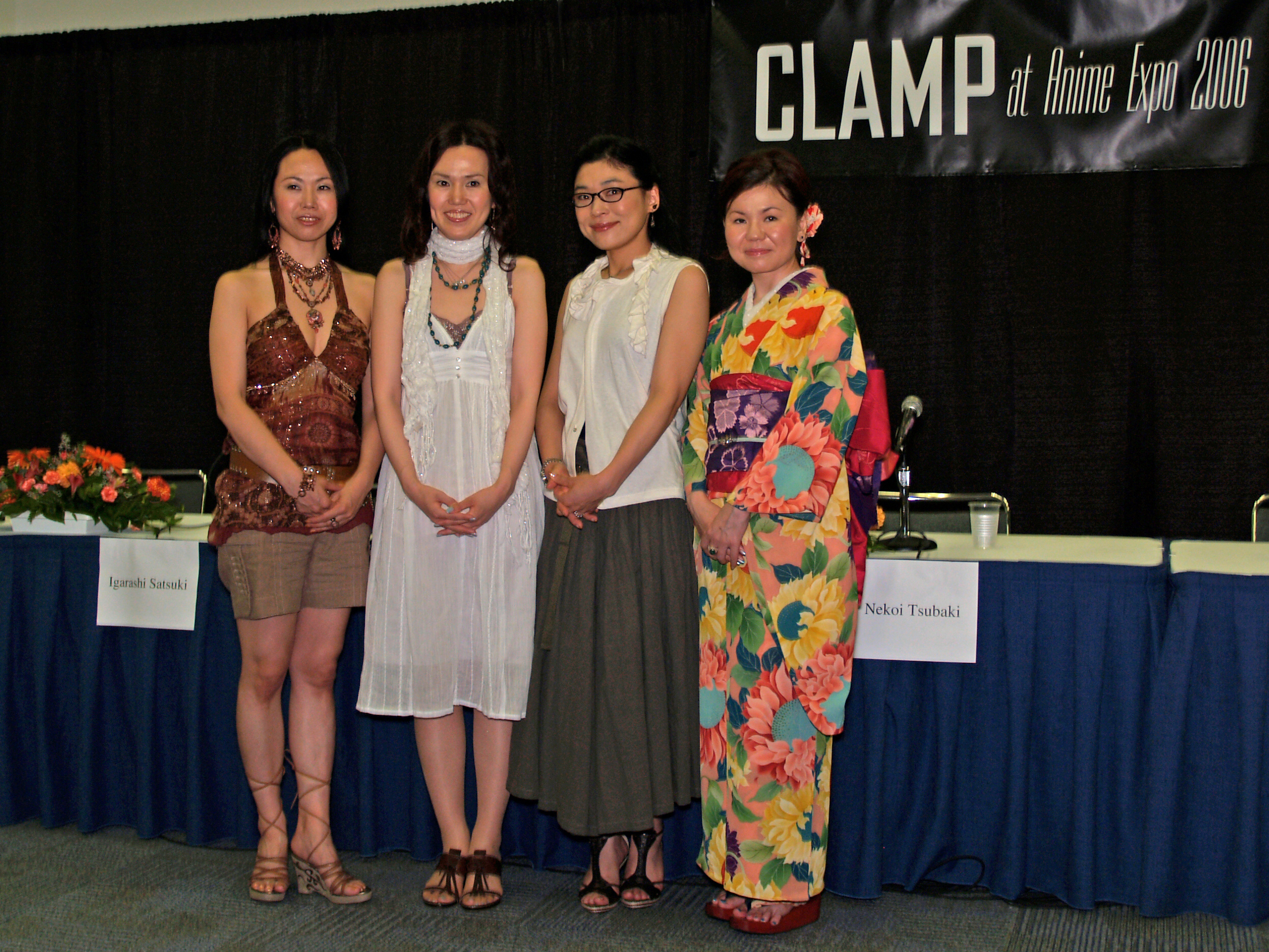
Clamp, eine erfolgreiche Gruppe von vier Zeichnerinnen

Die Arbeit der meisten Zeichner findet unter großem Zeit- und Erfolgsdruck statt, da die Magazine in festem, teils wöchentlichem Rhythmus erscheinen und für jede Ausgabe ein neues Kapitel fertiggestellt sein muss. Da über die Magazine schnell und viele Rückmeldungen der Leser den Verlag erreichen, kann dieser auch zeitnah über die Absetzung einer Serie entscheiden. So ist es üblich, dass 10 Wochen nach Start der Serie über die Fortführung entschieden wird. Die Künstler nehmen teils große persönliche und gesundheitliche Einschränkungen in Kauf. Längere Unterbrechungen der Arbeit sind kaum möglich. Erfolgreiche Künstler arbeiten oft an mehreren Serien, die Wochenenden durch und schlafen nur vier oder fünf Stunden pro Tag. Wenn Termine gehalten werden müssen, werden auch Nächte durchgearbeitet. Neben dem Druck der Verlage führt auch der allgemeine gesellschaftliche Druck zu hoher Arbeitsmoral in Japan sowie das Prestige, möglichst viele Serien gleichzeitig zu veröffentlichen, zu diesem Arbeitspensum. In der Regel beschäftigt ein Künstler daher mehrere Assistenten, die Hilfsarbeiten ausführen wie das Zeichnen von Hintergründen, das Tuschen der Zeichnungen oder den Einsatz von Rasterfolien. Die Interaktion beziehungsweise Einbeziehung der Assistenten variiert jedoch stark: während manche Zeichner sie nur Nach- und Detailarbeiten übernehmen lassen und alle kreativen Arbeiten selbst erledigen, arbeiten andere ähnlich wie bei Filmproduktionen mit einem Team, dessen Ideen in das Werk einfließen und das selbstständig Teile übernimmt. Die Assistenten sind nicht immer angestellte Zeichner, sondern bisweilen auch Freunde oder Familienangehörige der Künstler. Erfolgreiche Künstler beschäftigen außerdem neben oft zehn oder mehr Assistenten auch einen Manager. Durch die geforderte Arbeitsgeschwindigkeit ist die Verwendung von Hilfsmitteln wie Rasterfolie zur Flächenfüllung oder vorgefertigter Hintergründe üblich.
Die Aufteilung der Hauptarbeit in einen Zeichner (mangaka) und einen Szenaristen ((manga) gensakusha) ist selten, kommt aber eher bei Serien für Jugendliche vor. Die Szenaristen erreichen dabei selten die gleiche Popularität wie die Zeichner. Sie werden vor allem von Künstlern engagiert, auf denen nach einem ersten Erfolg die Erwartung liegt, weitere beliebte Serien zu schaffen. Vor allem jüngeren Künstlern fehlt dazu jedoch der Erfahrungsreichtum, sodass sie auf Szenaristen oder andere Ideengeber zurückgreifen. Das sind nicht selten auch die Redakteure der Magazine, für die die Künstler arbeiten. Diese wählen die Inhalte – Themen, Stimmungen und Stile – der Geschichten für das Magazin aus und suchen entsprechende Künstler, um die gewünschte Mischung im Magazin zu erreichen und damit die Zielgruppe ansprechen zu können. Darüber hinaus greifen die Redakteure nicht selten auch in die Entwicklung der Geschichten ein, halten engen Kontakt mit den Zeichnern, achten auf Einhaltung von Terminen. So hat das Magazin und dessen Redaktion oft erheblichen Einfluss auf den Inhalt einer Mangaserie, die darin erscheint.

## Verbreitungswege

### Veröffentlichungsformen

Schema eines Yonkoma

In Japan erscheinen Mangas in unterschiedlichen Formen:
- In Zeitungen und Zeitschriften erscheinen zwischen den sonstigen Inhalten vor allem Yonkoma und ähnliche Comicstrips.
- Überwiegend in wöchentlichem oder monatlichem Rhythmus erscheinen telefonbuchdicke Manga-Magazine, in denen auf 400 bis über 1000 Seiten einzelne Kapitel mehrerer Serien zusammengefasst werden. Sie sind für umgerechnet rund drei bis fünf Euro am Zeitungsstand erhältlich, haben eine schlechte Papier- und Druckqualität und werden nach dem Lesen meist weggeworfen oder verschenkt. Die Magazine werden von den Verlagen genutzt, um die Beliebtheit der darin neu erscheinenden Serien bzw. Kapitel beim Publikum und andere Trends zu ermitteln. Dazu werden Fragebögen beigelegt, die der Leser zurücksenden kann.[77][80] Zwischen den Kapiteln von Fortsetzungsserien erscheinen auch abgeschlossene Kurzgeschichten oder Comicstrips. Darüber hinaus gibt es Magazine, die sich vorrangig oder ausschließlich diesen kurzen Erzählformen widmen.[52]
- Jeweils im Abstand von mehreren Monaten erscheinen Taschenbücher mit Schutzumschlag (Tankōbon), in denen mehrere vorher in den Magazinen erschienene Kapitel einer erfolgreichen Serie in sehr guter Druckqualität zum Sammeln und Aufbewahren neu aufgelegt werden.[77] Die Bücher fassen etwa 200 bis 300 Seiten.[79] Oft enthalten sie Bonus-Kapitel, die nicht vorher in den Magazinen abgedruckt wurden. Neben der normalen Auflage werden auch limitierte Sonderausgaben veröffentlicht, denen exklusive Figuren oder Merchandising-Artikel zur jeweiligen Serie beiliegen.
- Seit den frühen 2000er Jahren gibt es in zunehmendem Maße die Möglichkeit, Mangas in digitaler Form kostenpflichtig auf mobilen Geräten zu lesen. Die Bildfolgen sind dafür bildschirmgerecht aufgeteilt und teilweise auch durch technische Effekte (z. B. Einsatz der Pager-Funktion bei Actionszenen) aufbereitet, einige Manga-Serien werden exklusiv für Mobiltelefone angeboten. Aufgrund der geringen Downloadkosten von 40 bis 60 Yen (etwa 25 bis 40 Cent) pro Geschichte und der ständigen Verfügbarkeit entwickelte sich der Markt schnell. 2009 verkaufte einer der Anbieter bereits über 10 Millionen einzelne Kapitel pro Monat und seitdem wurden die Angebote auch auf Märkte außerhalb Japans ausgeweitet.[83][84]

Verkaufsorte sind sowohl Kioske als auch Buchläden und Spezialgeschäfte sowie rund um die Uhr geöffnete Konbini. Außerdem gibt es Automaten, die Magazine verkaufen. Seit Anfang der 1990er Jahre existieren Manga Kissa – Cafés mit zum Lesen ausliegenden Mangas.
Als Dōjinshi bzw. Dōjin bezeichnet man von Fans gezeichnete inoffizielle Fortsetzungen oder Alternativgeschichten zu bekannten Anime bzw. Manga oder Spielen. In Japan werden sie oft von spezialisierten Kleinverlagen oder in Eigeninitiative veröffentlicht. Obwohl sie als Verwertung des geschützten Original-Materials fast immer Urheberrechte verletzen, gehen Verlage und Künstler fast nie dagegen vor. Stattdessen ist die Interaktion der Fans mit den Werken wesentlicher Bestandteil der Mediennutzung. Daneben werden auf dem Dōjinshimarkt auch viele Eigenschöpfungen veröffentlicht.

### Auflagenzahlen

Magazinangebot in einem japanischen Laden 2016.

Während im Jahr 1967 in Japan von weniger als 50 Manga-Magazinen insgesamt 78 Millionen Exemplare verkauft wurden, waren es im Jahr 1994 von 260 Manga-Magazinen 1.890 Millionen Exemplare und 2006 1.260 Millionen verkaufte Exemplare. Shōnen Jump, das erfolgreichste Magazin, erlebt wie die meisten anderen seit 1997 einen stetigen Rückgang des Absatzes: Mitte der 1990er-Jahre lag er noch bei sechs Millionen Exemplaren pro Woche – 2015 waren es 2,4 Millionen. In den Jahren zuvor verloren die großen Magazine häufiger 10 % und mehr ihrer Auflage pro Jahr. An zweiter Stelle nach Shōnen Jump steht das Weekly Shōnen Magazine mit etwa 1 Million verkauften Exemplaren pro Woche. Hohe Verkaufszahlen in ihren Sparten hatten 2017 das Kindermagazin CoroCoro Comic (780.000), die Seinen-Magazine Young Jump und Big Comic (je etwa 500.000), das Shōjo-Magazin Ciao (450.000) und die Josei-Magazine For Mrs. und Elegance Eva (150.000).
Einzelbände erfolgreicher Serien haben üblicherweise Erstauflagen von 300.000 bis 500.000. Den Rekord hält gegenwärtig Band 56 der Serie One Piece: Anfang Dezember 2009 wurde er in einer Erstauflage von 2,85 Millionen Exemplaren ausgeliefert, wofür der Shūeisha-Verlag mit einer neunseitigen Zeitungsanzeige warb. Bis zum Jahr 2017 verkauften folgende Serien in Japan über 100 Millionen Exemplare (Summe der Verkaufszahlen aller Bände):
- One Piece (laufend): 360 Millionen Exemplare
- Detektiv Conan (laufend): 200 Millionen Exemplare
- Golgo 13 (laufend): 200 Millionen Exemplare
- Dragonball (abgeschlossen, 42 Bände): 157 Millionen Exemplare
- Kochira Katsushika-ku Kameari-kōen Mae Hashutsujo (Kurzform Kochikame, abgeschlossen, 200 Bände): 156 Millionen Exemplare
- Naruto (abgeschlossen, 72 Bände): 135 Millionen Exemplare
- Oishimbo (laufend): 130 Millionen Exemplare
- Slam Dunk (abgeschlossen, 31 Bände): 120 Millionen Exemplare
- Doraemon (abgeschlossen, 45 Bände): 100 Millionen Exemplare
- Astro Boy (abgeschlossen, 23 Bände): 100 Millionen Exemplare
- JoJo no Kimyō na Bōken (laufend): 100 Millionen Exemplare
- Touch (abgeschlossen, 26 Bände): 100 Millionen Exemplare

Golgo 13 (gestartet 1968) und Kochikame (1976–2016) gehören zugleich auch zu den am längsten ununterbrochen laufenden Manga-Serien und zu denen mit der größten Anzahl an Sammelbänden.

### Zusammenspiel mit anderen Medien
Die Vermarktung von Manga findet oft im Zusammenspiel mit Anime-Serien und Kinofilmen, Videospielen, Spielzeugen, Hörspielen und weiteren Medien statt. Dabei kann eine erfolgreiche Mangaserie über die Adaptionen an Reichweite und damit an weiterer Popularität gewinnen oder sogar inhaltlich verändert werden, um andere Teile des Medienverbunds zu unterstützen, die erfolgreicher waren. Auch erscheinen wiederum Manga als Adaptionen anderer Medien. Die Wechselwirkungen in der Vermarktungskette ermöglichen es den Verlagen Risiken zu reduzieren. Zugleich drängen sie zur Konformität und können Innovationen bremsen, da diese noch nicht am Markt erprobt sind. Bei erfolgreichen Serien wird die Adaptionskette manchmal mehrfach wiederholt, das heißt sowohl erneut adaptiert als auch die Adaptionen erneut als Manga – zum Beispiel als Spin-off – umgesetzt, dem wiederum Umsetzungen in anderen Medien folgen. Im Laufe der Zeit wurde die Vermarktung immer schneller. Bei den ersten Verfilmungen in den 1960er Jahren vergingen zwischen Erstveröffentlichung des Mangas und der Adaption noch Jahre. Bereits bei Dr. Slump 1980 lagen zwischen dem ersten Kapitel des Mangas und der Premiere des ersten Films nur sechs Monate. Durch die zahlreichen Adaptionen haben Mangas einen erheblichen Einfluss auf das japanische Kino und Fernsehen.
Vergleichbar mit US-amerikanischen Comic-Verfilmungen gibt es in der japanischen Filmindustrie seit der Jahrtausendwende zunehmend Bestrebungen, Mangas als Realfilme oder -serien umzusetzen; Beispiele hierfür sind Touch, Ichi the Killer, Oldboy oder Uzumaki. Immer mehr japanische Regisseure sind mit Manga aufgewachsen, und der Fortschritt der Tricktechnik ermöglicht mittlerweile die Adaption selbst komplexester Szenen. Zudem können bei einer Manga-Umsetzung die Fans des Originalwerkes auch ohne großen Werbeaufwand erreicht werden. Zu den erfolgreichsten Realverfilmungen von Manga zählen unter anderem die Fernsehserie zu Great Teacher Onizuka (1998), deren letzte Folge die höchste jemals erreichte Einschaltquote eines Serienfinales im japanischen Fernsehen hatte, und der Kinofilm zu Nana (2005), der mit einem Einspielergebnis von umgerechnet ungefähr 29 Millionen Euro auf Platz 5 der erfolgreichsten japanischen Kinofilme des Jahres kam. Mit Death Note (2006) war eine Manga-Umsetzung erstmals von vornherein als zweiteilige Kinofassung ausgelegt.
Auch jenseits von Adaptionen hatten Mangas Einfluss auf die japanische Spieleindustrie. Viele Spiele greifen Stilelemente aus dem Manga auf und textbasierte Adventure-Spiele sind üblicherweise mit Illustrationen ähnlich einem Manga versehen, sodass sie als technische Weiterentwicklung des grafischen Erzählmediums verstanden werden können. Auch hinsichtlich Inhalt und Genre nehmen japanische Spiele immer wieder Anleihen beim Manga.
Seit den 1990er Jahren setzt sich die japanische Gegenwartskunst verstärkt mit der Ästhetik von Mangas auseinander, auch bestärkt durch deren anhaltende und internationale Popularität. Zu Beginn der 2000er Jahre kam es zeitweise zu einem Boom dieser Auseinandersetzung, die das japanische Kunstgeschehen, große Ausstellungen und Kataloge dominierte. Es werden Bezüge zu bekannten Mangaserien oder deren Figuren, typische Designs, Vereinfachung und Niedlichkeit oder sequenzielle Elemente aufgegriffen. Im Rahmen dessen erschien auch das Super Flat Manifesto von Takashi Murakami, in dem dieser eine Tradition „abgeflachter“ japanischer Pop-Art mit Wurzeln in der Edo-Zeit postuliert. Dieser Manga-bezogene Trend löste die vorhergehende Auseinandersetzung mit Zen-Minimalismus, Abstraktion und Aktionskunst in der japanischen Kunst ab.
Auch unter den Künstlern gibt es Verbindungen zu anderen Medien. Viele Mangaka begeistern sich für Filme oder schauen schon zum Sammeln von Inspirationen viele Filme. Manche von ihnen sagen auch, dass sie zunächst in die Filmbranche gehen wollten. In der Vergangenheit sind auch viele weniger erfolgreiche – und manche erfolgreiche – Mangazeichner später zum Film oder zur Prosa gewechselt. Einige sind auch in beiden Feldern tätig. So ist Hayao Miyazaki zwar als Anime-Regisseur bekannter, schuf jedoch auch einige Manga-Serien. Zuletzt kommt es auch häufiger vor, dass Schriftsteller Szenarien für Mangas schreiben oder ihre Werke als Manga adaptiert werden. Darüber hinaus haben Mangas Einfluss genommen auf die japanische Literatur, sowohl inhaltlich als auch stilistisch. Schließlich entstand aus der Mischung von Manga und Prosa in Japan die Light Novel: Unterhaltungsromane für eine jugendliche Zielgruppe mit einigen Illustrationen im typischen Manga-Stil.

## Manga in Japan

### Markt und Wirtschaftsfaktor

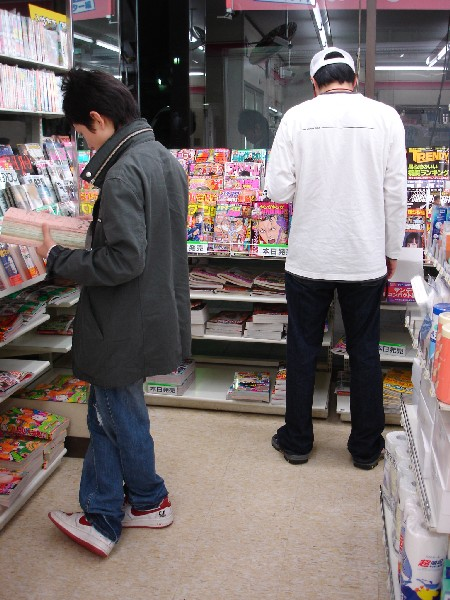
Jugendliche Manga-Leser in einem japanischen Supermarkt

Manga sind eine der Hauptsäulen des japanischen Verlagswesens. Die Sparte macht seit vielen Jahren gut ein Drittel aller Druckerzeugnisse in Japan aus. Der Comic-Markt besteht in Japan, anders als in anderen Ländern, fast ausschließlich aus einheimischen Produktionen. Neben dem Markt der Verlage existiert auch ein Markt für Fanpublikationen, zu dem keine genauen Zahlen erhoben werden können, auf dem aber ebenfalls große Summen umgesetzt werden. Dagegen ist der Sammlermarkt von geringerer Bedeutung als in anderen Ländern.
1978 erreichte der Umsatz der Manga-Branche 184,1 Milliarden Yen. Auf dem Höhepunkt des Manga-Magazin-Markts 1995 setzte die Branche 586 Mrd. Yen um. Statistisch gesehen kaufte jeder Japaner pro Jahr 15 Manga. Während lange Zeit die Magazine den Großteil der Umsätze erwirtschafteten – 2002 noch zwei Drittel der Verkäufe – zeigte sich ab der Jahrtausendwende ein neuer Trend: Während im Jahr 2004 die Gesamteinnahmen bei Magazinen noch bei ca. 255 Milliarden Yen und bei Taschenbüchern bei ca. 250 Milliarden Yen lagen, gingen im Jahr 2005 die Einnahmen bei Magazinen auf 242 Milliarden Yen zurück (und lagen damit nur noch bei etwa 70 % der Einnahmen des Jahres 1995), während die Einnahmen bei Taschenbüchern auf 260,2 Milliarden Yen stiegen. 2016 machten Taschenbücher mit 194,7 Mrd. Yen dann etwa zwei Drittel des Print-Manga-Marktes von 296,3 Mrd. Yen aus. Zugleich waren Magazine, selbst die mit dem größten Umsatz, nie besonders profitabel, sondern stets Instrumente zum Testen der Serien. Gewinne erzielen die Verlage erst mit Taschenbüchern und weiterer Vermarktung. In dieser Kombination von Magazinen als Marktöffner und Taschenbüchern als Gewinnbringer wird ein Grund für den wirtschaftlichen Erfolg des Mediums in der 2. Hälfte des 20. Jahrhunderts gesehen. Gründe für den Rückgang der Verkäufe seit den 1990er Jahren sind die lange andauernde wirtschaftliche Krise und die Konkurrenz durch neue Unterhaltungsprodukte wie Computerspiele, Internet und Smartphones. Außerdem altert und schrumpft die japanische Bevölkerung insgesamt, wodurch die für Manga besonders wichtige Gruppe der Kinder, Jugendlichen und jungen Erwachsenen kleiner wird. Darüber hinaus werden wieder mehr Mangas geliehen oder gebraucht gekauft als in den 1990er Jahren, sodass bei gleicher Leserzahl weniger Exemplare abgesetzt werden.
Zwar verliert der Print-Markt weiter an Bedeutung, allerdings wird dies seit 2014 durch den stark wachsenden Digitalmarkt wie Manga-E-Books abgefangen, so dass der Manga-Markt sich insgesamt auf etwa 450 Mrd. Yen stabilisiert hat. 2017 überstieg der Umsatz von digital verkauften Serien erstmals den von Taschenbüchern.
Quelle: The All Japan Magazine and Book Publisher’s and Editor’s Association (AJPEA),
1978–2011 (Daten grafisch abgelesen mit Genauigkeit ±1%),
2011,
2012,
2013,
2014–2017. Daten für digital vor 2014 nicht abgebildet.

Der Markt wird von wenigen großen Verlagen dominiert; Kōdansha, Shōgakukan und Shūeisha (eine 50%ige Tochter Shōgakukans) erwirtschaften etwa 70 % des Umsatzes, während sich viele kleine und mittlere Verlage den Rest aufteilen. Zu den bedeutenderen mittleren Verlagen zählen Hakusensha, Akita Shoten, ASCII Media Works (seit 2013 Teil von Kadokawa), Square Enix, Kadokawa Shoten, Ōzora Shuppan, Futabasha und Shōnen Gahōsha. Kleinere Verlage spezialisieren sich oft auf bestimmte Genres oder Zielgruppen.
Seit dem verstärkten Aufkommen digitaler Verbreitung in den 2000er Jahren werden auch Mangas häufiger und international illegal verbreitet. Dies wird durch Künstler und Verlage zunehmend als wirtschaftliche Bedrohung wahrgenommen. Neue Geschäftsmodelle wie verstärkte Angebote von legalen digitalen Mangas wie auch kostenlose Bereitstellung bei Finanzierung über Werbung oder Verkauf von Merchandising werden dem entgegengesetzt, jedoch ohne dass immer zufriedenstellende finanzielle Ergebnisse erzielt werden können. Die Künstler selbst haben, im Gegensatz zu Musikern, kaum die Möglichkeit, Geld durch Live-Auftritte zu verdienen. Befördert wird die digitale, illegale Verbreitung auch durch Leser, die ihre Mangas zur besseren Lagerung für den Eigenbedarf scannen, dann aber auch anderen zugänglich machen.

### Gesellschaftliche Bedeutung

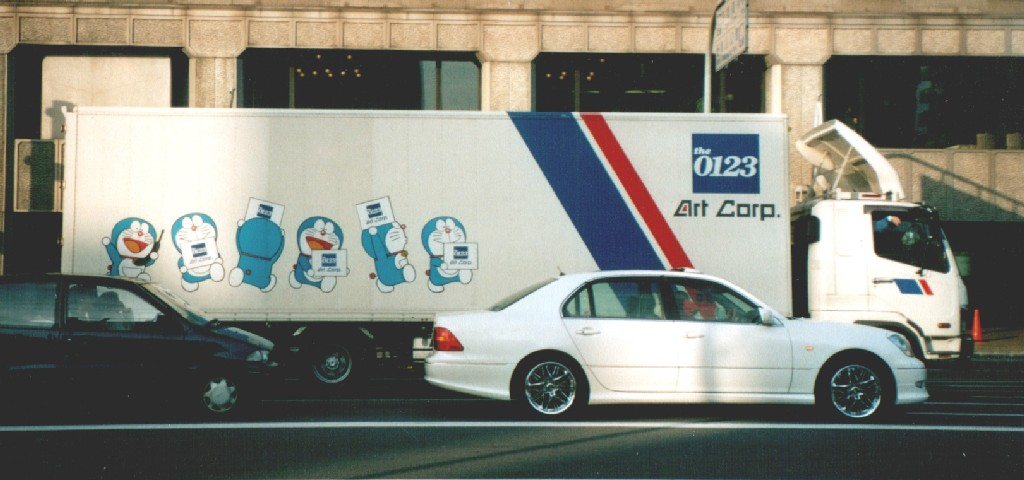
Doraemon als Werbefigur einer Speditionsfirma

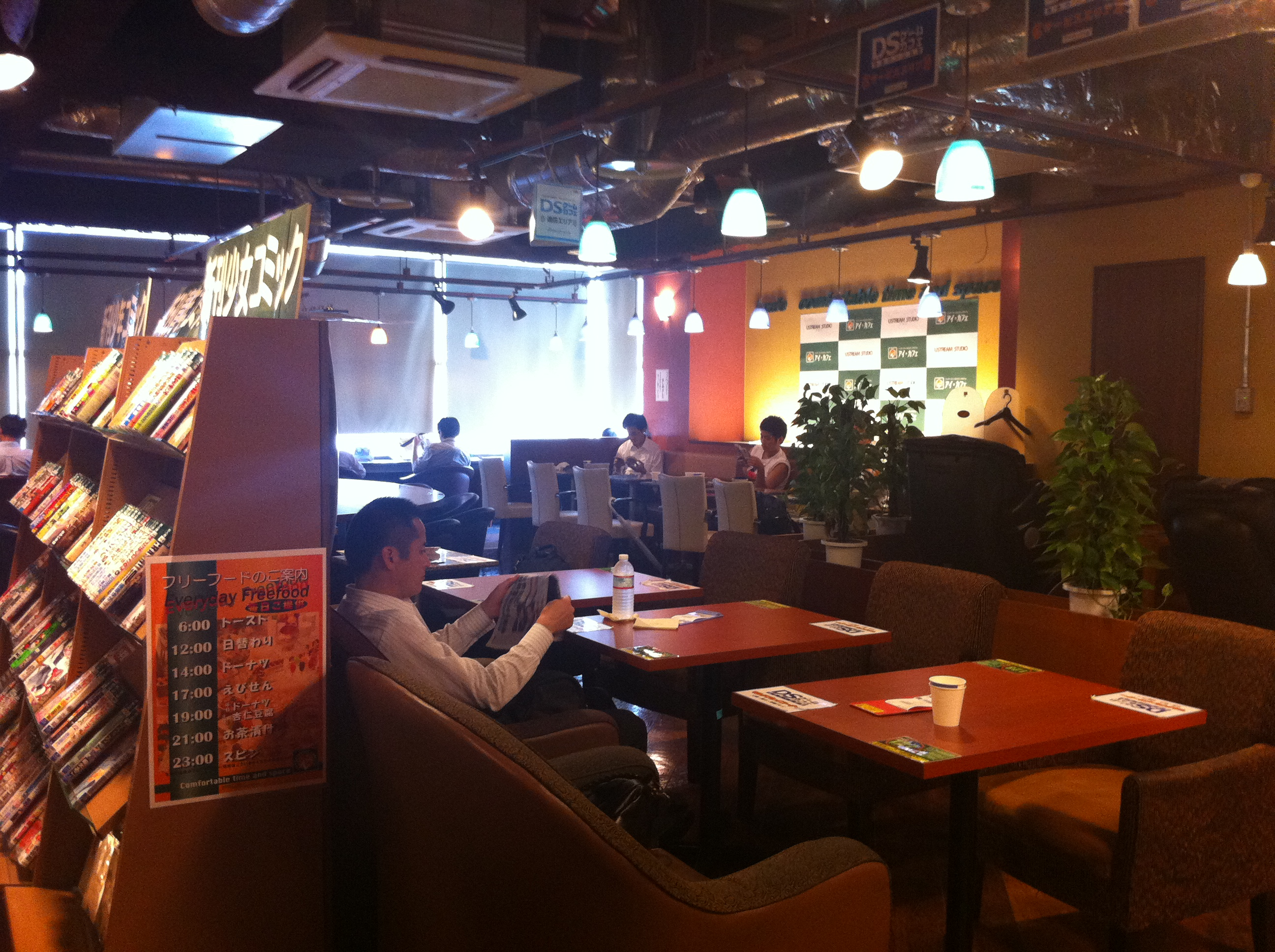
Manga-Kissa in Japan, 2011.

Im Gegensatz zu vielen anderen Ländern, in denen Comics als reine Kinder- und Jugendliteratur bzw. nur als Unterhaltungsmedium gelten, sind Comics in Japan als gleichberechtigtes Medium und Kunstform anerkannt. Sie werden von Menschen aus allen gesellschaftlichen Gruppen konsumiert. Comic lesende Pendler oder Geschäftsleute sind nichts Ungewöhnliches, auch Politiker bis zu Premierministern geben Mangalesen als Hobby an oder nutzen Mangas als Medium. Der öffentliche Raum ist besonders während der Fahrt zur Arbeit ein üblicher Ort zur Rezeption von Manga-Magazinen oder Sammelbänden. Außerdem besteht eine große Tauschkultur („mawashiyomi“), sodass viele Bände durch mehrere Hände gehen, und Manga Kissa – Cafés mit ausliegenden Mangas – sind als Orte zur preiswerten Lektüre beliebt. Von Verkäufern verboten, aber dennoch verbreitet ist tachiyomi („im Stehen lesen“) – das Lesen von Mangas in der Auslage der Läden, ohne sie zu kaufen.
Manga spiegeln in Japan wie andere Medien auch gesellschaftliche Werte und Entwicklungen wider. So haben die Samurai-Traditionen des Bushidō im Shōnen-Manga Niederschlag gefunden. Zugleich erfährt der Umgang mit diesen Werten immer wieder Veränderung – von der Glorifizierung des Krieges bis zur Darstellung persönlicher Dramen vor historischem Hintergrund oder die  Übertragung der Werte in Sport und Beruf. Auf der anderen Seite haben Manga-Serien durch die allgemeine Anerkennung als Kunstform und starke Verbreitung seit vielen Jahrzehnten auch selbst Einfluss auf andere Medien, Kunstformen und die japanische Kultur.
Die Ästhetik von Manga ist in der japanischen Kultur so weit akzeptiert und verbreitet, dass sie oft nicht nur für Manga selbst, sondern auch für Schilder, Illustrationen und Werbefiguren verwendet wird. Als Werbeträger dienen sowohl etablierte Figuren aus bekannten Mangaserien als auch eigens für die Werbung geschaffene Figuren. Dazu kommen Produkte, die aus der Vermarktung erfolgreicher Serien entstehen. Die Strategie hinter dem Einsatz der Manga-Ästhetik außerhalb der Serien und insbesondere in Anleitungen und Schildern liegt darin, über ikonische Zeichen und Figuren Orientierung zu vermitteln und komplizierte Abläufe verständlich zu machen. Um die Überwindung von Sprachbarrieren geht es in der Regel nicht, da die Illustrationen fast nur von Japanern angeschaut werden und mit japanischem Text versehen sind.
Der Erfolg von Manga in Japan wird gern damit erklärt, dass die Alphabetisierung schon lange hoch war, das Fernsehen relativ spät eingeführt wurde oder es in den großen Städten viele Pendler gibt, die Manga auf der Fahrt lesen. Jason Thompson erklärt den Erfolg eher mit der Fähigkeit der Autoren, sehr lange Geschichten zu erzählen, die ihre Leser mitreißen sowie mit einem größeren Fokus der Aufmerksamkeit und der Urheberrechte auf den Künstlern statt auf Franchises, der zugleich zu einem starken Wettbewerb unter den Künstlern führt. Frederik Schodt sieht einen Grund für den Erfolg der Comics in dem in Japan herrschenden Leistungsdruck ab der Mittelschule sowie dem Leben in dicht besiedelten Städten. Dies führe dazu, dass sich viele eine Freizeitbeschäftigung suchen, die schnell und kurz sowie ohne Störung von anderen konsumiert werden kann, überallhin mitgenommen werden kann und zugleich die Möglichkeit bietet, aus dem anstrengenden, wenig motivierenden Alltag zu entfliehen, wie es ähnlich auch Paul Gravett beschreibt. Im Gegensatz zu den Vereinigten Staaten sei es der Comicszene in Japan außerdem gelungen, die seit den 1950er Jahren immer wieder bestehenden Zensurbestrebungen – vor allem von Lehrer- und Elternverbänden – sowohl politisch wie wirtschaftlich zu überstehen. Von anderen wird der Erfolg des Mediums auch japanischen Besonderheiten zugeschrieben: So gebe es in Japan durch die aus einer großen Zahl ursprünglich bildhafter Symbole bestehenden Schrift und die lange Tradition stilisierender beziehungsweise karikierender Malerei eine Affinität zu entsprechend symbolhaften Darstellungen und bildlichem Erzählen. Insbesondere direkt nach dessen Tod wurde auch Osamu Tezuka persönlich, seinem Engagement und dem großen Umfang und der Vielfalt seines Werks ein großer Anteil am Erfolg des Mediums zugeschrieben. Der Kulturhistoriker Tomafusa Kure nahm an, Mangas hätten in Japan den Platz der Literatur ausgefüllt, nachdem diese im 20. Jahrhundert immer intellektueller geworden sei, sich auf psychologische Zustände konzentriert habe und damit viele Leser verloren hatte.

### Gesellschaftliche Kritik
Kritik am Medium Manga gibt es in Japan seit den 1950er Jahren, als auch in den USA und Europa Comics im Zentrum gesellschaftlicher Medienkritik standen. Dabei wurde die in westlichen Ländern verbreitete Kritik, Mangas würden verhindern, dass Kinder richtig lesen lernen, nur selten erhoben. Ihr gegenüber steht die in Japan sehr hohe Alphabetisierung von etwa 99 %. Und wegen der bereits früh ausgeprägten Differenzierung nach Zielgruppen verschiedenen Alters hatte die Kritik von Eltern und Pädagogen in Japan wenig Widerhall gefunden. Erst nachdem in den 1980er Jahren sexuelle Darstellungen auch in Publikationen für Jugendliche und Kinder zunahmen, verstärkte sich die Kritik. Sie gipfelte in der Debatte nach dem Fall des sogenannten Otaku-Mörders Tsutomu Miyazaki, der 1989 vier Mädchen tötete und Anime- und Manga-Fan war. Daraus entstand eine Diskussion um einen Zusammenhang zwischen den Medien und Gewalt. In dieser wird jedoch auch angeführt, dass es in Japan mit seinem sehr hohen Manga-Konsum eine der geringsten Raten an Verbrechen, insbesondere Gewaltverbrechen gibt und daher eine Verbindung zwischen beidem nicht ersichtlich sei. So wird auch argumentiert, dass die unter anderem durch Manga große Verfügbarkeit von sexuell wie an Gewalttaten freizügigen Inhalten eher dazu führt, dass weniger Gewalttaten begangen werden. Das Verhältnis der japanischen Medien und Gesellschaft zu sexualisierten und gewalthaltigen Darstellungen, die Auslegung der diesbezüglichen Gesetze und deren Abwägung mit der Kunstfreiheit ist nach wie vor ungeklärt. Ähnliche Diskussionen gab es um die Verbindung von Manga zur Sekte Ōmu Shinrikyō, die in Japan einen Giftgasanschlag verübte und deren Begründer in seiner Ideologie von Science-Fiction-Serien beeinflusst war.
Ebenfalls Anfang der 1990er Jahre gab es eine Kampagne gegen die stereotype Darstellung von Afrikanern und Afroamerikanern in Mangas. Die Stereotype mit Ursprüngen in Kolonialismus, Sklaverei und Rassismus wurden bis dahin kaum bemerkt oder unbedacht humoristisch eingesetzt. Diese wurden nun international von Minderheitenvertretern stärker wahrgenommen, jedoch wegen Auswahl und mangelnder Sprachkenntnis teils in wiederum verzerrter Form. In Folge der Debatte wurden einige Geschichten umgezeichnet oder ältere Werke kommentiert und bei Redaktionen und Zeichnern herrschte danach ein größeres Problembewusstsein, aber auch die Sorge, unberechtigter Kritik ausgesetzt zu werden, und daher das gänzliche Vermeiden afrikanischer oder afroamerikanischer Figuren.

### Fanszene und Forschung

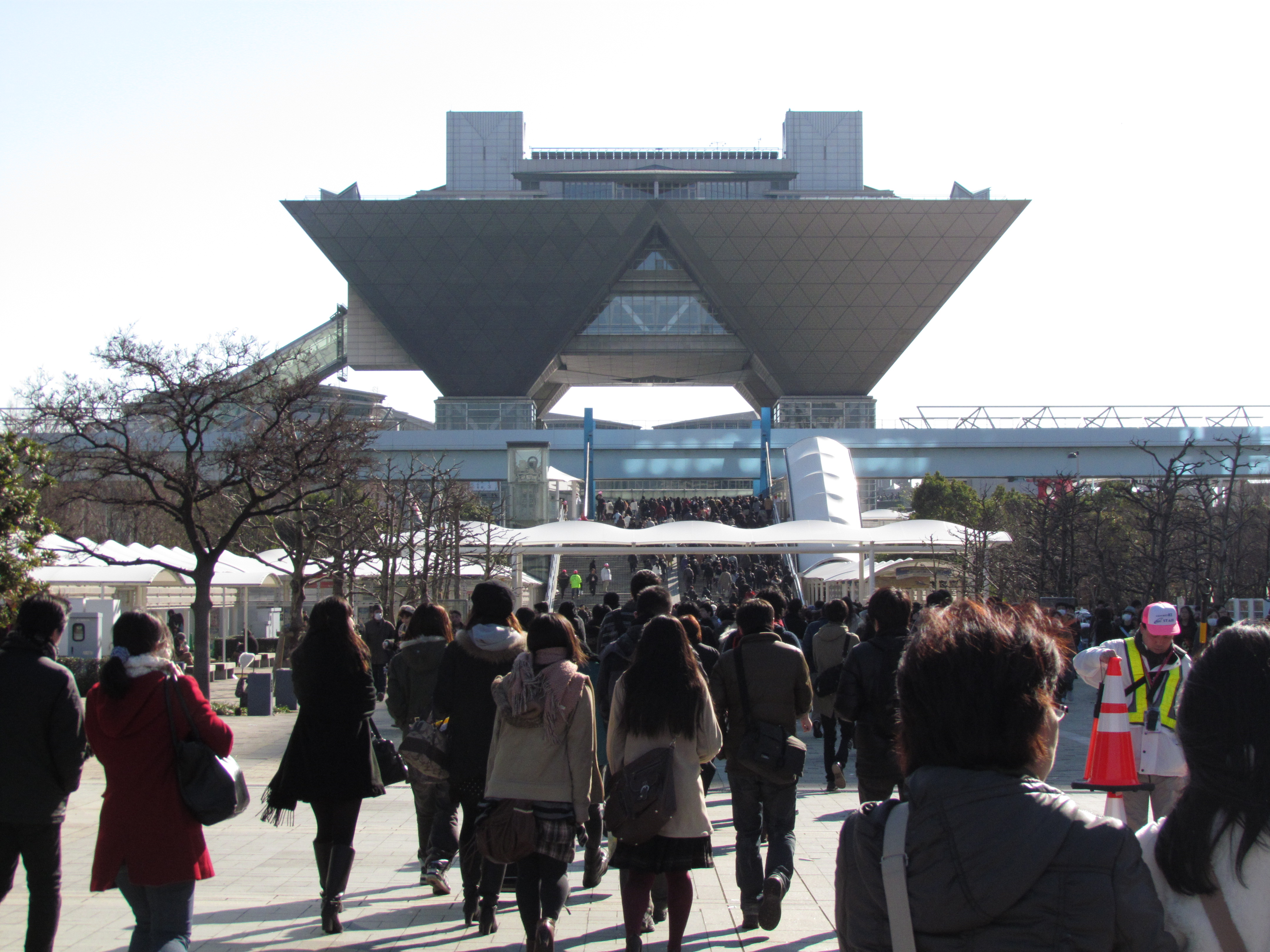
Der Comic Market in der Tokyo Big Sight ist die größte Veranstaltung der Manga-Fanszene

Paul Gravett beobachtete in der Leserschaft von Mangas mehrere Gruppen: neben den meisten Lesern, die nur gelegentlich lesen und nur einige wenige Serien verfolgen, gibt es eine deutlich kleinere Gruppe von Fans des Mediums sowie innerhalb diesen die besonders aktive Gruppe der Otaku, wie besonders besessene Fans teilweise genannt werden. Daneben gibt es einen Markt von Sammlern seltener Manga-Ausgaben, der jedoch deutlich kleiner als die Sammlerszene in den USA ist – auch weil die meisten Serien immer wieder neu aufgelegt werden. Otaku wurden seit Aufkommen der Szene in den 1980er Jahren von der Gesellschaft und Medien als gestörte Stubenhocker gebrandmarkt und grenzten sich – auch als Reaktion darauf – bewusst von der Gesellschaft ab. Für Fans, die besonders viele Serien sammeln und nicht mehr alle Bücher lagern können, wird zunehmend eine Dienstleistung namens jisui angeboten: ein Unternehmen scannt für den Kunden dessen Bücher, die er dann nur noch als digitale Kopie aufbewahrt.
Seit den 1970er Jahren entwickelte sich eine starke Fanszene, die wesentliche Überschneidungen zu der von Animes aufweist. Fans sind oft selbst kreativ tätig. Beliebte Formen sind Fanart, Fanfiction und Dōjinshi, wobei die Verlage in Japan dabei meist dulden, dass bei den selbstverlegten Fortsetzungen oder Alternativerzählungen der Fans Urheberrechte verletzt werden. Auch werden von Fans Veranstaltungen organisiert: Der zwei Mal jährlich seit 1975 in Tokio stattfindende Comic Market (auch ‚Comiket‘ genannt) ist nicht nur die größte Dōjin-Messe Japans, sondern mit 35.000 Ausstellern und über 500.000 Besuchern sogar die größte Comic-Veranstaltung der Welt. Die kreative Fanszene, in der neben Adaptionen bekannter Werke auch Eigenschöpfungen entstehen und angehende Künstler ihre ersten Werke publizieren, wird von jungen Frauen dominiert. Das rührt auch daher, dass in der japanischen Gesellschaft der Druck auf Männer größer ist, schnell zu studieren und berufstätig zu werden, sodass sie seltener Gelegenheit für zeitaufwändige Hobbys haben. Cosplay – das Verkleiden als Figur aus einer Mangaserie – ist ein beliebtes Hobby in der Fanszene. Dies reicht bis zu Cosplay-Cafés, in denen die Bedienung kostümiert ist.

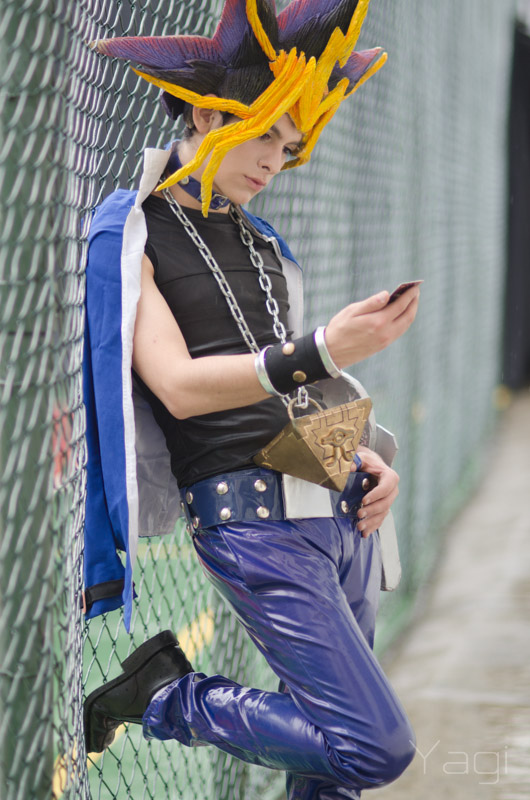
Cosplayer als Protagonist der Serie Yu-Gi-Oh!

Forschung zum Manga und eine Szene von Kritikern konnte sich trotz weiter Verbreitung und gesellschaftlicher Anerkennung bis in die 1990er Jahre nicht entwickeln. Allein den Comicstrips war ab den 1960er Jahren bereits einige Aufmerksamkeit von Forschern und Kritikern zuteilgeworden. Das erste Museum, das sich umfangreich mit Manga beschäftigte und gezielt sammelte, war das 1989 eröffnete Kawasaki City Museum. Ein erstes Symposium zum Manga veranstaltete die Japanische Gesellschaft für Kunstgeschichte im Jahr 1998; 2001 wurde die Japanische Gesellschaft für Manga-Studien (Nihon Manga Gakkai) gegründet, die jährliche Konferenzen veranstaltet. Ein erster Studiengang entstand 2006 an der Seika-Universität Kyōto, weitere folgten. Im gleichen Jahr eröffnete das Kyōto International Manga Museum. Das Forschungsfeld konzentriert sich bisher auf historische Betrachtungen des Mediums sowie spezifische Aspekte der visuellen Sprache und des Erzählens. Außerdem wurden soziologische Themen wie die Verbindung von Genres und Gender oder Subkulturen untersucht.

### Preise und Auszeichnungen
Zu den bedeutendsten im Manga-Bereich verliehenen Preisen gehören als älteste Auszeichnung der vom gleichnamigen Verlag 1956 ins Leben gerufene Shōgakukan-Manga-Preis für die besten Mangas, sowie der seit 1977 verliehene Kodansha-Manga-Preis und der seit 1997 von der Zeitung Asahi Shimbun jährlich in vier Kategorien vergebene Osamu-Tezuka-Kulturpreis für herausragende Zeichner und Personen oder Institutionen, die sich um die Mangas besonders verdient gemacht haben.
In jüngerer Zeit werden auch Auszeichnungen von politischen und Kulturinstitutionen vergeben. Dies sind der Internationale Manga-Preis des japanischen Außenministeriums, der Japan Media Arts Award des japanischen Kulturamts und der von mehreren Museen vergebene GAIMAN Award. Darüber hinaus werden Mangas in Japan immer wieder auch mit Literaturpreisen ausgezeichnet.

## Internationale Verbreitung

### Allgemeine Entwicklung und Wirkung
Die internationale Verbreitung von Manga wurde durch den vorhergehenden Erfolg von Anime, japanischen Animationsfilmen, gefördert. Auch dabei spielte, wie bei der Geschichte des Mangas selbst, Osamu Tezuka eine bedeutende Rolle, da gerade die von ihm produzierten Verfilmungen seiner Manga-Serien im Ausland großen Erfolg hatten. Die Verbreitung von Anime-Serien insbesondere in den 1990er Jahren führte schließlich dazu, dass die Stilmerkmale von Manga einem jungen Publikum vertraut wurden und sie dem Medium offener gegenüber standen. Darüber hinaus waren diese Serien stark mit Merchandisingprodukten wie Spielzeug verknüpft, in deren Gefolge auch die Mangaserien vermarktet wurden. Die vorhergehende Popularisierung von Anime hatte insbesondere in den 1990er Jahren jedoch auch die Folge, dass nach der selektiven Wahrnehmung einiger pornografischer Anime als „der Anime“ das Vorurteil eines sexualisierten, potentiell gefährlichen Mediums auch auf Manga übertragen wurde. Auch die Verwendung der Manga-Ästhetik in Werbung für erotische Angebote im nächtlichen Fernsehprogramm leistete dem Vorschub. Das Vorurteil eines von Gewalt und Sex durchdrungenen und zugleich kindischen Mediums bestand bereits seit den 1960er Jahren, als es im Westen erste Berichte über japanische Comics gab, die Aufsehen erregende Beispiele herausgriffen. Paul Gravett führt diese auch auf das allgemeine Vorurteil eines unreifen, der Führung bedürftigen Japans zurück, das in der Nachkriegszeit in den Vereinigten Staaten verbreitet war. Auch während der beginnenden internationalen Popularisierung in den 1990er Jahren wurden Vorurteile durch selektive Darstellung der entweder besonders kinderfreundlichen oder avantgardistischen, verstörenden Werke noch bestärkt. Auch unter japanophilem Publikum war Manga wenig beliebt, da das Medium als Gegensatz zur japanischen Hoch- und Hofkultur wie Teezeremonie und Gartenkunst wahrgenommen wurde, als hedonistische, rebellische Popkultur. Begünstigt wurde die Wahrnehmung als gefährliches Medium auch dadurch, dass die früh international erschienenen, positiv angenommenen Verfilmungen für ein jüngeres Publikum nicht als japanisch beziehungsweise als Anime wahrgenommen wurden. Durch Synchronisation und Genreauswahl – bevorzugt wurden kulturell neutrale Science-Fiction- und Fantasy-Inhalte – blieb die japanische Herkunft weitgehend verborgen. Dies trug auch zum schnellen Erfolg von Anime bei, dagegen war die Leserichtung für Manga eine Hürde. Daher wurden die lizenzierten Ausgaben zunächst oft gespiegelt. Die spezifische Dominanz von Bildern gegenüber Text, archetypisch-symbolische Gestaltung der Figuren und der filmische Erzählstil dagegen machen das Medium Manga international leicht verständlich. Ähnliches gilt für die stark stilisierten und nicht als japanisch erkennbaren Charakterdesigns und die inhaltliche Vielfalt, die auch eine Vielzahl an Werken ohne Bezüge zur japanischen Kultur bietet. Jedoch ist international – im Gegensatz zur Situation in Japan selbst – fast nur der Story-Manga bekannt und verbreitet.
Der Erfolg von Manga außerhalb Japans und insbesondere bei der Generation der 1980er und 1990er Jahre wird gern mit seiner Andersartigkeit erklärt, die der Abgrenzung zu anderen Kulturprodukten und der Elterngeneration diene. Jedoch war dieser Generation der Stil von Manga gar nicht so fremd, da sie bereits über Animeserien damit vertraut wurden. Außerdem sind die in den 1990er Jahren erfolgreichen Serien für ein jüngeres Publikum entstanden, bieten Charaktere, mit denen sich die Leser leicht identifizieren können, und laden zur kreativen Auseinandersetzung in Form von Fanart ein. Auch die schnell gewachsene Fanszene trug zur Attraktivität des Mediums bei. Die Ästhetik von Manga und Anime fand mit der internationalen Popularisierung der Medien auch über die Konsumenten der japanischen Werke hinaus Verbreitung, Akzeptanz und Gefallen, sodass sie auch in nicht-japanischen Produktionen aufgegriffen wurde. Besonders in der Fanszene, aber auch darüber hinaus, entstand außerdem ein größeres Interesse an anderen Aspekten der japanischen Kultur. In einigen Jugendkulturen entstand seit den 2000er Jahren eine Japan-Mode, sodass Japan hier größeren Einfluss als die früher Vorbild gebenden Vereinigten Staaten hat. Manga wurde zusammen mit Anime unter dem Schlagwort Cool Japan zu einem kulturellen Botschafter Japans, in deren Kontext auch andere Aspekte der japanischen Kultur vermittelt werden sollen und die zu einem Gegenstand und Mittel japanischer Außenpolitik wurden. Dem dient auch der 2007 vom japanischen Außenministerium ins Leben gerufene Internationale Manga-Preis.
Ein für die Verbreitung wichtiger Weg war das Internet, über das zunächst Informationen über das Medium und dann zunehmend auch übersetzte Serien leicht zugänglich wurden. Diese sogenannten Scanlations waren wie zuvor schon die in der Fanszene kursierenden Kopien illegal, dennoch hatte diese Verbreitung großen Anteil an der Popularisierung und schließlich auch dem kommerziellen Erfolg von Mangas außerhalb Japans. Die im Laufe der 2000er Jahre immer einfachere Zugänglichkeit und Umfang der illegalen Kopien wird jedoch auch für einige Marktschwankungen, wie in den USA, mitverantwortlich gemacht und nimmt anders als in Japan einen erheblichen Anteil des Konsums ein. Dem gegenüber steht, dass viele Serien nur sehr spät, langsam oder nie außerhalb Japans veröffentlicht werden und daher illegale Kopien oft der einzig mögliche Zugang sind. Viele Scanlationgruppen werden außerdem von den Verlagen toleriert, da sie ihre Fanübersetzungen zurückziehen und zum Kauf aufrufen, sobald die Serie für das Zielpublikum offiziell veröffentlicht wurde. Scanlations haben auch Druck auf die Verlage ausgeübt, Manga möglichst originalgetreu zu veröffentlichen und waren Vorbild beispielsweise bei der unveränderten Übernahme von Lautmalereien und japanischen Anreden in Übersetzungen. Das trug dazu bei, vielen Manga-Veröffentlichungen im Westen einen eher exotischen Charakter zu verleihen, anstatt dass sie an das heimische Publikum angepasst wurden.
Manga hat Comics im Westen, die hier zuvor fast ausschließlich an männliche Leser gerichtet waren, für ein weibliches Publikum attraktiv gemacht und dem Medium so eine wesentlich größere Leserschaft erschlossen. Der weibliche Teil der Fanszene ist oft auch deutlich stärker selbst kreativ in Form von Fanart. Teils im Westen geäußerter Kritik, Mangas seien sexistisch, würden Frauen herabsetzen oder Vergewaltigung verherrlichen, traten Timothy Perper und Martha Cornog 2002 in einer Studie entgegen. Nach Auswertung aller in drei Jahren auf Englisch erschienenen Werke stellten sie fest, dass Mangas keinesfalls frauenfeindlich seien, sondern im Gegenteil vielfältige feministische Qualitäten besäßen und der Sexualität gegenüber zwar positiv eingestellt seien, dabei aber Widerstand gegen sexuelle Übergriffe übten, die sie darstellen. Die interkulturell anschlussfähigen und übertragbaren Stilmerkmale und Erzählstrategien des Manga wurden in den etablierten internationalen Fanszenen aufgegriffen, in denen Werke entstanden, die von den japanischen Vorbildern inspiriert waren. Auf diese Weise entstanden diverse internationale „Ableger“, die sich oft stärker mit Manga identifizieren als mit der jeweils nationalen Comickultur. Eng mit der japanischen Kultur verbundene Aspekte des japanischen Comics gingen dabei verloren, die Stilmerkmale wurden globalisiert. Unterstützt wurde dies durch den Erfolg von How-to-Draw-Manga-Anleitungen, die diese Merkmale außerhalb Japans verbreitet und standardisiert haben.
Allgemein kann Manga zusammen mit Anime als ein Beispiel kultureller Globalisierung gelten, das nicht vom Westen ausging. Im Prozess der Verbreitung von Mangas zeigen sich sowohl globale Homogenisierung als auch Heterogenisierung, indem Teile der japanischen Kultur weltweit wirken, dabei aber selbst oft von ihrem Ursprung entfremdet und kulturell angepasst werden. In einem zweiten Schritt werden diese importierten Aspekte in lokale Comickulturen integriert. Darüber hinaus wirkt Manga einer kulturellen Dominanz der Vereinigten Staaten entgegen, wobei sich diese Wirkung kaum über den Kulturbereich von Comics hinaus erstreckt.

### Ostasien
Im Vergleich zu Amerika und Europa hatten japanische Comics in Ostasien bereits früh Erfolg und fanden insbesondere in Südkorea, Taiwan und Hongkong schnell Verbreitung. Jedoch waren viele der Veröffentlichungen zunächst nicht lizenziert, sodass kein Geld an die Urheber gezahlt wurde. Erst mit dem Rückgang der Verkäufe in Japan übten die japanischen Verlage und die Regierung Druck in den Nachbarländern aus, auf dass die illegalen Veröffentlichungen bekämpft und Lizenzen erworben wurden. Die Serien waren weiterhin populär und ermöglichten den Verlagen zusätzliche Einnahmen. Als Gründe für den schnellen Erfolg von Mangas in den Nachbarländern Japans – meist gegen die dortige Zensur und gesellschaftliche Widerstände – werden die gute Lesbarkeit und Überlegenheit von Layout und Erzähltechniken und die kulturelle Nähe genannt. Mit dieser Nähe gehe eine leichtere Identifizierung mit Inhalten und Figuren einher. Dazu komme die oft größere inhaltliche Freiheit als bei einheimischen Produktionen, gerade in Hinblick auf Humor, Sex und Gewalt, und damit ein höherer Unterhaltungswert. Außerdem ist die Übersetzung einfacher, da das Spiegeln meist nicht nötig ist.
In Taiwan sind Manga so erfolgreich, dass die meisten großen japanischen Magazine auch hier erscheinen. Zugleich war das Land lange Zeit eines derjenigen mit den meisten illegalen Kopien – der größte dieser Verlage war Tong Li Publishing, der über 1000 Werke ohne Lizenz herausbrachte. Manga war wegen der japanischen Kolonialherrschaft über Taiwan politisch nicht erwünscht und daher Zensur unterworfen. Diese griff wegen der illegalen Kopien jedoch kaum und Taiwan war trotz der Einschränkungen Sprungbrett für die Weiterverbreitung von Mangas in andere Länder Ostasiens. So konnten Mangas seit den 1950er Jahren den Comicmarkt in Taiwan und die lokale Comickultur prägen. Zeitweise wurde dies von den Zensurbehörden hingenommen, später wurden anti-japanische Strömungen genutzt, um den einheimischen Comic zu fördern. In den 1990ern entwickelte sich ein Lizenzmarkt, in den die meisten der vorherigen Piratenverlage einstiegen.
Auf Korea hatten die japanischen Comics bereits früh Einfluss, da während der japanischen Kolonialherrschaft viele japanische Produkte in das Land kamen und ein reger Austausch stattfand. Nach der Befreiung 1945 waren japanische Produkte dagegen geächtet und lange Zeit deren Import und Verbreitung gesetzlich verboten. Dennoch gelangten ab den 1950er Jahren immer mehr Mangaserien als unlizenzierte Kopien nach Südkorea, wo sie häufig ohne Herkunfts- und Autorangabe oder mit koreanischen Autoren versehen verbreitet wurden. Die offiziell durch die koreanische Zensur gelangten Kopien waren oft durch koreanische Zeichner von der japanischen Vorlage abgezeichnet. Den Höhepunkt erreichte der nicht-lizenzierte Markt in den 1980er Jahren, ehe ab 1990 das Verbot japanischer Produkte gelockert und Lizenzverträge abgeschlossen wurden. So wurde erstmals überhaupt bekannt, dass viele der beliebten Serien japanischen Ursprungs waren, was zu nationalistisch motivierter Kritik und Sorge um zu großen japanischen Einfluss führte. Mangas wurden für die Darstellung von Gewalt und Sexualität kritisiert und als schlechter Einfluss auf die koreanischen Kinder dargestellt. Zugleich entwickelte sich ein Magazin- und Taschenbuchmarkt nach japanischem Vorbild, auf dem zunehmend auch die einheimischen Künstler Fuß fassen konnten. Als Folge der Kritik an Mangas fördert die südkoreanische Regierung seitdem stärker die nationale Comicbranche, den Manhwa. Die starken japanischen Einflüsse auf diese sind wegen der Ablehnung japanischer Kultur gesellschaftlich umstritten oder werden sogar verleugnet.
Nach China kamen Mangas über Kopien aus Taiwan und Hongkong. Doch erste Einflüsse der japanischen Comics gab es bereits in den 1920er Jahren. Aus diesen und japanischen Einflüssen in Hongkong in den 1960ern entstand der Manhua, der chinesische Comic. Der zur gleichen Zeit in der Stadt florierende Markt illegaler Kopien funktionierte ähnlich wie in Taiwan und Korea und wurde in den 1990ern durch einen Lizenzmarkt abgelöst. Parallel dazu wurden aus Japan einfache Arbeiten in der Manga-Branche an Zeichner in China ausgelagert, was zu einem erneuten Einfluss des Mangas auf die lokale Comickultur führte, einschließlich einer größeren Genrevielfalt nach japanischem Vorbild. Der größte Verlag im Markt, sowohl bei Importen als auch Eigenproduktionen, ist Jade Dynasty Group. Die ersten offiziell in China veröffentlichten Mangas waren ab 1981 Astro Boy und Kimba. Auf die Verbreitung von Mangas in China und Taiwan folgten auch die Staaten Südostasiens. In Singapur waren Mangas Ende der 1990er Jahre die beliebtesten Comics. Dort, in Thailand, den Philippinen und Malaysia verbreiteten sich wie in den Nachbarländern Japans zunächst illegale Kopien in großem Maße, ehe lizenzierte Veröffentlichungen folgten. In jedem der Länder dominieren Mangas die Comicmärkte.

### Vereinigte Staaten

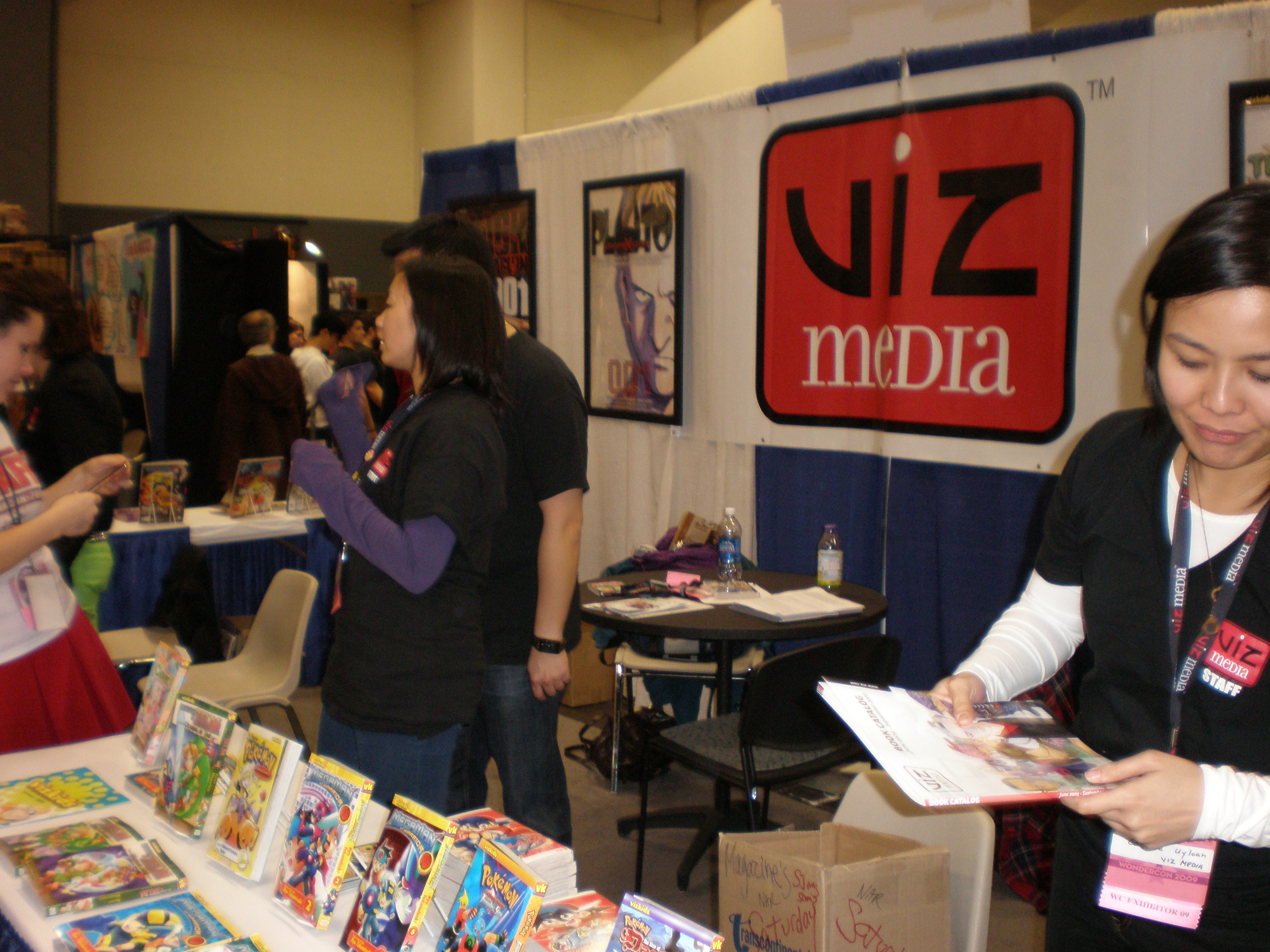
Viz Media, hier ein Stand auf der WonderCon 2009, war der erste Verlag für Manga in den USA.

In den Vereinigten Staaten hatte der Import von Mangas lange Probleme mit der etablierten Comickultur. Es musste nicht nur Verständnis für die anderen Stile und Erzählweisen entstehen, sondern Comics waren fest mit Superhelden und der Zielgruppe von Sammlern und männlichen Jugendlichen verknüpft und zwei Verlage dominieren den Markt. So bedurfte es vieler Versuche, ehe erfolgreiche Vermarktungswege und Zielgruppen für Mangas gefunden waren. Japanische Comics wurden daher in den Vereinigten Staaten ab den 1970er Jahren zunächst nur einer kleinen Gruppe bekannt: Fans japanischer Animationsfilme oder Japanischstämmige. Der erste in den USA veröffentlichte übersetzte Manga war Barfuß durch Hiroshima, der 1978 von einer in San Francisco und Tokio tätigen Fan-Übersetzergruppe privat verlegt, aber nach kurzer Zeit wieder eingestellt wurde. Größere Verbreitung fanden bald darauf zwei Kurzgeschichten von Shinobu Kaze: Seine zehnseitige Geschichte Violence Becomes Tranquility erschien im März 1980 im Comicmagazin Heavy Metal, und die sechsseitige Geschichte Heart And Steel im Februar 1982 im Magazin epic. 1982 folgte ein Versuch, die auch vom Barfuß-durch-Hiroshima-Schöpfer Keiji Nakazawa stammende Kurzgeschichte I Saw It herauszubringen und in dem von Art Spiegelman herausgegebenen Avantgarde-Magazin RAW wurden im Mai 1985 mehrere Kurzgeschichten von Zeichnern des japanischen Magazins Garo veröffentlicht. Im gleichen Jahr erschien mit dem Mangazine erstmals ein amerikanisches Magazin, das Fancomics im Stil von Mangas gewidmet war. Mit zunehmender Popularität des Mangas entwickelte sich mit dem OEL Manga („Original English Language Manga“) ein eigenes Marktsegment. Auch darüber hinaus nahmen Mangas seit den 1980er Jahren Einfluss auf die amerikanische Comicszene – so ließen sich Art Spiegelman und Frank Miller vom Medium inspirieren. Ab Mai 1987 erschien bei First Comics die Manga-Serie Lone Wolf & Cub, deren erste Bände aufgrund des großen Verkaufserfolges bereits nach kurzer Zeit nachgedruckt werden mussten. Noch im gleichen Jahr brachte Eclipse Comics zusammen mit Viz die Manga-Serien Kamui, Mai the Psychic Girl und Area 88 als zweiwöchentlich erscheinende Comichefte heraus. Viz war als Ableger des japanischen Verlags Shogakukan gegründet worden und ist als Viz Media noch immer im Markt aktiv. Im Jahr 1988 folgte Marvel Comics mit der Veröffentlichung von Akira, das zu einem Wegbereiter für Manga- und Anime weltweit wurde. In der folgenden Zeit wurde Dark Horse zum größten Manga-Verlag in den USA neben Viz.
Die ersten Mangas in den USA waren zur Anpassung an die übrigen Comicpublikationen auf Albenformat vergrößert und auf westliche Leserichtung gespiegelt worden. In dieser Phase waren die meisten Manga-Figuren daher scheinbar Linkshänder und japanische Schriftzeichen auf Schildern und Plakaten wurden seitenverkehrt abgedruckt. Mitte der 1990er Jahre erschienen erste Fan- und Fachmagazine sowie vermehrt auch Mangas für Japan-Interessierte oder Studierende, deren Zahl zugleich durch die Verbreitung von Anime und Manga zunahm. Der Verkauf lief noch über Comicläden. Das änderte sich erst mit dem Erfolg von Sailor Moon ab 1997, der zudem zur Veröffentlichung weiterer Mangas für ein weibliches Publikum führte. Der Verlag Mixx Entertainment hatte daran, unter seinem neuen Namen Tokyopop, großen Anteil und wurde zu einem der größten Manga-Verlage der USA. 2004 kam Del Rey Manga hinzu, die eine Partnerschaft mit Kōdansha eingingen. Als erster Manga-Band in original japanischer Leserichtung in den USA erschien zwar bereits 1989 Panorama of Hell bei Blast Books, doch erst Tokyopop brachte ab 2002 Manga-Serien konsequent ungespiegelt heraus. Statt der Spiegelung finden jedoch immer wieder andere Anpassungen statt, wenn die Darstellungen nach amerikanischen Vorstellungen zu gewalthaltig oder zu stark sexualisiert sind. Dies hängt immer wieder auch damit zusammen, dass in den USA auf ein jüngeres Publikum abgezielt wird als in Japan.
Im Jahr 2005 betrug der Umsatz des nordamerikanischen Manga-Marktes etwa 125 bis 145 Millionen Euro, und unter den 100 meistverkauften Comicbänden in den USA waren 80 Manga-Bände. Mangas waren das am stärksten wachsende Segment des amerikanischen Verlagswesens. Ende der 2000er Jahre jedoch gingen die Verkäufe in den USA wieder zurück: Von 2007 bis 2009 schrumpfte die Zahl der Verkäufe um 30 bis 40 %. Das wird als Konsolidierung eines überstrapazierten Marktes und Folge eines Überangebots gesehen – das Medium Manga selbst blieb beliebt und verschwand dadurch nicht, die Fanszene ist seither eher noch gewachsen.

### Europa
Als erster Manga in Europa erschien Bushido Muzanden von 1969 bis 1971 in Fortsetzungskapiteln in einem französischen Kampfsportmagazin. Ab 1978 erschien mit dem französischsprachigen Magazin Le Cri Qui Tue aus der Schweiz das erste europäische Manga-Magazin. Der erste auf Spanisch veröffentlichte Manga war die Gekiga-Kurzgeschichte Good-Bye von Yoshihiro Tatsumi im Jahr 1980 in Ausgabe Nr. 5 der Underground-Comiczeitschrift „El Víbora“. Die Zeitschrift veröffentlichte im Laufe der nächsten Jahre weitere Geschichten dieses Zeichners. Als erste Serie auf Spanisch erschien ab 1984 Candy Candy Corazón, die auch in Italien mit großem Erfolg veröffentlicht wurde. Es folgten Science-Fiction-Serien von Go Nagai und Leiji Matsumoto in Frankreich, Spanien und Italien. Generell waren es der italienische und der spanische Comicmarkt, die sich in Europa als erste in größerem Maße dem Manga öffneten. Den ersten Erfolg hatten Mangas in Spanien, wo sie schnell dem Erfolg von Anime-Fernsehserien in den 1980er Jahren folgten. In rascher Folge erschienen vor allem Shōnen und Seinen-Serien wie Crying Freeman und City Hunter. Mehrere neue Verlage und kurzlebige Fanmagazine entstanden. Heute wird der Markt von drei großen sowie mehreren kleinen, stark spezialisierten Verlagen bedient. Auch in Italien nahm der Vertrieb von Mangas im Laufe der 1990er Fahrt auf. Es erschienen die Magazine Mangazine und Zero, die mehrere Serien herausbrachten, später folgten weitere Magazine. Auch hier dominierten nun Mangas für das männliche Publikum und neue, spezialisierte Verlage entstanden. Ende des Jahrzehnts kam die Veröffentlichung im japanischen Taschenbuchformat auf sowie eine größere inhaltliche Vielfalt. Italien war der größte europäische Absatzmarkt für Manga, ehe es etwa 2000 von Frankreich abgelöst wurde. 10 bis 13 Verlage veröffentlichen Mangas in Italien und setzten bei Bestsellern bis zu 150.000 Exemplare (Dragon Ball) oder 75.000 Exemplare (Inu Yasha, One Piece) pro Band ab.
1990 begann Glénat mit der französischsprachigen Veröffentlichung von Akira. Doch in den folgenden Jahren hielten sich die großen Verlage noch zurück, da es gesellschaftlich und in der Branche noch Vorbehalte gegenüber dem als gewalthaltig geltenden Manga gab. Das änderte sich ab 1993 langsam, als die Nachfrage in Folge der schon mehrere Jahre im französischen Fernsehen laufenden Anime-Serien immer größer wurde. Édition Tonkam und Pika brachten ab 1994 und 1995 als spezialisierte Verlage eine größere Vielfalt in das französische Manga-Angebot. Versuche, Manga-Magazine nach japanischem Vorbild zu etablieren, scheiterten nach kurzer Zeit. Dennoch stieg der Manga-Anteil am französischen Comicmarkt von 10 % im Jahr 2001 auf 37 % im Jahr 2008 und das Land wurde zum größten Markt für Manga in Europa mit zeitweise 37 Manga-Verlagen. Der Bestseller Naruto verkaufte 220.000 Exemplare pro Band. Auch der Markt im benachbarten Belgien ist seit den 1990er Jahren stetig gewachsen. Hier werden, ähnlich wie in Frankreich, auch sehr viele anspruchsvollere Titel für ein erwachsenes Publikum, beispielsweise von Jirō Taniguchi, verlegt. Seit 2003 haben Mangas im frankobelgischen Raum so viel Akzeptanz, dass sie regelmäßig mit Comicpreisen ausgezeichnet werden.
In allen westeuropäischen Ländern ging der Erfolg von Manga einher mit Krisen der nationalen Comicmärkte in den 1980er und 1990er Jahren, ausgelöst durch das aufkommende Privatfernsehen oder inhaltliche und verlegerische Stagnation. Der Manga-Markt in Großbritannien entwickelte sich später als in den meisten übrigen europäischen Ländern. Während im Jahr 2001 etwa 100.000 Manga-Bände mit einem Gesamtumsatz von umgerechnet 2 Millionen Euro verkauft wurden, waren es im Jahr 2005 knapp 600.000 Bände mit einem Gesamtumsatz von umgerechnet 7,6 Millionen Euro. Die meisten Mangas in Großbritannien werden nach wie vor aus den USA eingeführt, der erste britische Manga-Verlag wurde im August 2005 gegründet, der zweite 2006. Jedoch gab es schon seit 1991 mit Manga Entertainment einen Anime-Vertrieb im Vereinigten Königreich, der auch Mangas veröffentlichte.
Nach Russland kamen Mangas bereits in den 1980er Jahren durch sowjetische Diplomaten und es entstand eine kleine Fanszene, die sich über oft illegale Wege Kopien japanischer Comics beschaffte. Erst 2005 erschien beim Verlag Sakura Press mit Ranma ½ der erste lizenzierte Manga in Russland. Im gleichen Jahr kamen erste Mangas in Polen heraus, die dort großer gesellschaftlicher Kritik ausgesetzt waren. 2010 machte das Segment 70 % des polnischen Comicmarkts aus und wird von zwei polnischen Verlagen und Egmont bedient. In den Ländern Nordeuropas entstanden vereinzelt eigene Verlage, die sich jedoch nicht alle lange halten konnten. Die Märkte werden daher auch von internationalen Verlagen und deren lokalen Töchtern bedient.
Ab 2000 nahm der künstlerische Einfluss des Mangas auf die europäischen Zeichner zu. Frederic Boilet, der bereits mit japanischen Zeichnern gearbeitet hatte, proklamierte 2001 die Bewegung des Nouvelle Manga. Der Austausch mit den japanischen Künstlern sollte verstärkt werden, von den japanischen Erzähltechniken und der Vielfalt der Inhalte und Zielgruppen gelernt und die Unterschiede zwischen den nationalen Comic-Traditionen beseitigt werden. Viele französische Künstler ließen seitdem Manga-Stilmittel in ihre Arbeiten einfließen. Es entstand der Begriff Euromanga für diese Werke.

### Deutschland

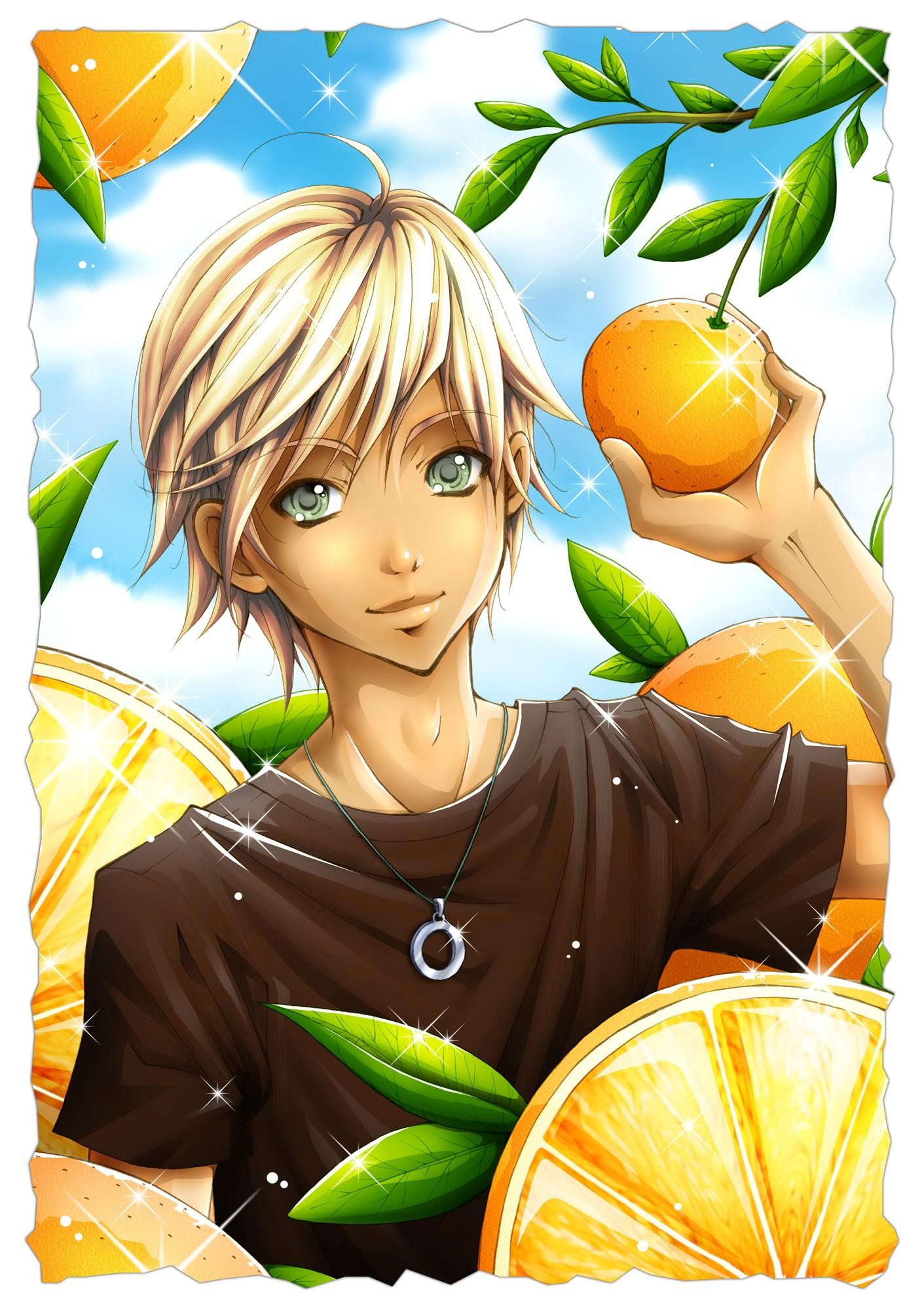
Deutsches Manga-Fanart (2008)

Der Begriff „Manga“ als Name für die Werke Hokusais wurde in der deutschsprachigen Kunstliteratur bereits seit Ende des 19. Jahrhunderts verwendet, meist in der heute veralteten Schreibweise „Mangwa“. Die erste und zugleich negativ gefärbte Verwendung des Wortes „Manga“ für japanische Comics in deutschsprachigen Medien findet sich in einer Sonderbeilage der Zeitschrift stern von 1977: „(…) Höchste Auflagen haben die „Mangas“, Strip-Magazine mit Sadismen, bei deren Anblick vermutlich gar der alte Marquis de Sade noch Neues hätte lernen können“. Die ersten Manga-Veröffentlichungen in Deutschland, zuerst 1982 Barfuß durch Hiroshima – Eine Bildergeschichte gegen den Krieg von Keiji Nakazawa im Rowohlt Verlag, hatten wenig bis keinen Erfolg, obwohl sie hinsichtlich Leserichtung, Veröffentlichungsform und teils auch Farbe an westliche Lesegewohnheiten angepasst waren. So wurde Akira 1991 zwar gespiegelt und koloriert in Alben veröffentlicht, wurde aber nicht mehr als ein Achtungserfolg.
Der Durchbruch für Manga in Deutschland kam Ende 1997 mit der ungespiegelten Serie Dragon Ball des Carlsen-Verlags. Die Veröffentlichung in originaler Leserichtung war vom Lizenzgeber vorgegeben worden, erwies sich aber als vorteilhaft und wurde zum Standard für Manga-Veröffentlichungen in Deutschland: Die japanische Leserichtung betont Authentizität, grenzt zum restlichen Comic-Angebot ab und senkt die Kosten für die Verlage, die dies in Form geringerer Preise an den Leser weitergeben. Den meisten Bänden ist seitdem auf der letzten bzw. der nach westlicher Leserichtung ersten Seite eine kurze Anleitung zum Lesen von rechts nach links beigeheftet. Mittlerweile erscheinen allein bei den größten deutschen Manga-Verlagen Carlsen Manga, Egmont Manga, Tokyopop, Planet Manga und Kazé Deutschland jährlich über 800 Manga-Bände.
Die Entwicklung des Manga-Booms in Deutschland lässt sich zum Beispiel an den Umsatzzahlen des Carlsen-Verlags ablesen: Während der Verlag 1995 Manga für knapp 400.000 Euro verkaufte, lag sein Manga-Umsatz im Jahr 2000 bei über vier Millionen Euro und 2002 bei über 16 Millionen Euro. Im Jahr 2005 lag der Manga-Bruttoumsatz in Deutschland bei 70 Millionen Euro. Egmont Manga und Anime (EMA) war mit einem Jahresumsatz von 15 Millionen Euro Marktführer, im Jahr 2006 lag laut GfK-Angaben Carlsen Comics mit einem Marktanteil von 41 % knapp vor EMA (38 %). Das Segment umfasste in dem Jahr etwa 70 % des deutschen Comicmarktes und wurde zum drittwichtigsten Markt für Manga in Europa. Dabei lief der Vertrieb ab den 2000er Jahren nicht nur über den Fach- und Zeitschriftenhandel, sondern auch über die meisten Buchläden. Das Angebot wird oft in der Nähe von Jugendbüchern platziert und der Erfolg verhalf auch anderen speziell japanischen Erzählformen wie Light Novel nach Deutschland. Die positive Entwicklung des Marktes hält auch über das Jahr 2010 hin an. So stiegen die Umsätze mit Manga von 2014 zu 2015 um fast 15 %, während der Buchmarkt insgesamt schrumpfte. Die deutsche Comicbranche ist wie keine andere in Westeuropa abhängig vom Manga.
Die Veröffentlichungen geschehen zwar fast immer ungespiegelt, jedoch manchmal auf andere Weise verändert oder es wird bereits verändertes Material aus den USA übernommen, um anderen Vorstellungen über die Darstellbarkeit von Sex und Gewalt entgegenzukommen oder Kritik vorzubeugen. So werden meist auch Swastiken, die in Ostasien ein verbreitetes Glückssymbol sind, entfernt, weil sie in Deutschland mit dem Nationalsozialismus assoziiert werden. Mangas werden in Deutschland fast ausschließlich in Form von Taschenbüchern (meist im japanischen Tankōbon-Format) veröffentlicht. Der Versuch, auch monatlich erscheinende Manga-Magazine nach japanischem Vorbild in Deutschland zu etablieren, scheiterte Anfang des 21. Jahrhunderts nach einigen Jahren: Die Magazine Manga Power und Manga Twister wurden wegen unzureichender Verkaufszahlen und Banzai! wegen Lizenzproblemen wieder eingestellt. Das Magazin Daisuki hielt sich noch bis Mai 2012.
Die Manga-Leserschaft war laut einer großangelegten Umfrage von 2005 im Wesentlichen zwischen 14 und 25 Jahren alt, nur 12 % älter als 25. Dieser kleine Teil älterer Fans spielte jedoch eine große Rolle in der Etablierung der Szene, so in der Gründung von Magazinen, Veranstaltungen und Plattformen. 70 % der Befragten waren weiblich. Frauen machen auch die überwiegende Mehrheit des selbst kreativen Teils der Fanszene aus. Die thematischen und ästhetischen Interessen sind außerordentlich breit gestreut, auch wenn fantastische Stoffe vorherrschen, und es wird von den Befragten eine große Bandbreite an Lieblingswerken genannt. Allein bei der Frage nach dem ersten gelesenen Manga stechen Dragonball und Sailor Moon hervor.
Nachdem der Comicmarkt in Deutschland seit den 1980er Jahren rückläufige Verkäufe bei stetig steigenden Preisen verzeichnete, wurde dieser Trend durch den Erfolg von Manga in den 1990er Jahren gebrochen. Die günstige Veröffentlichungsform und die neuen Inhalte sprachen nun wieder ein breiteres, jüngeres und erstmals weiblicheres Publikum an. Seit der Jahrtausendwende haben Manga auf etablierten deutschen Literaturveranstaltungen wie der Frankfurter Buchmesse und der Leipziger Buchmesse eigene Messebereiche. Das Segment wurde – in Verbindung mit Cosplay – zu einem der Publikumsmagneten der Messen und bringt ihnen viele junge Besucher. Beim Sondermann-Preis der Frankfurter Buchmesse gab es zeitweise zwei Kategorien für Manga – national und international – und es entstanden Manga-Zeichenwettbewerbe, die vom Manga inspirierte deutsche Künstler suchen. Seit Anfang der 2000er etablierten sich so auch einige deutsche Künstler, die aus der Manga-Fanszene stammen und Manga-typische Stile, Erzählstrategien, Themen und Genres in ihren Werken aufgreifen.